# Castello di Barletta
Il castello di Barletta è il risultato architettonico di varie stratificazioni dovute al susseguirsi di diverse dinastie al potere, succedutesi dall'XI secolo al XVIII secolo.
Un tempo fortezza a scopo difensivo, cinta dal mare che occupava il fossato tutt'intorno al castello e lo isolava da potenziali attacchi nemici, costituisce un punto strategico nella vita cittadina nonché un importante cardine urbanistico. È sede della Biblioteca comunale, del Museo civico e di una sala convegni e mostre.
Tra le opere conservate, oltre un presunto busto di Federico II di Svevia in pietra calcarea, risalente al XIII secolo, è qui posto il Sarcofago degli Apostoli, altorilievo in pietra prima testimonianza del Cristianesimo a Barletta, risalente al periodo compreso tra il III e il IV secolo.

## Storia

### Periodo normanno (1046 - 1194)
Le ipotesi sulla genesi del primo nucleo dell'attuale castello ne attestano le origini tra il 1046 e il 1050 ad opera dei Normanni e si basano sulla consuetudine, tipica di questo popolo, di fortificare le terre prossime a quelle da conquistare munendole di torri, in vista della successiva occupazione del territorio vicino. Per tale motivo il conte Pietro il Normanno in vista di un successivo attacco alla città di Trani, tenuta strenuamente fino al 1054, sotto il dominio bizantino, si impadronì delle terre indifese di Barletta, erigendo una fortezza a scopo difensivo nella zona sud-est dell'odierno edificio.
In quegli stessi anni fece edificare la prima cinta muraria, all'interno della quale l'abitato era diviso nei due nuclei di Santa Maria, nei pressi del castello e dell'antica chiesa madre, e di San Giacomo, ad occidente intorno alla chiesa omonima.
Il passaggio di consegne tra il conte normanno e suo figlio Pietro II, avvenuto nel 1067, e le conseguenti guerre di successione al potere che coinvolsero gli Altavilla di Sicilia, resero la Puglia un aperto campo di guerra e condussero il territorio barlettano sotto il potere di Guglielmo I di Sicilia che successe a suo padre nel 1154, essendo morti i suoi fratelli maggiori. In seguito alla distruzione di Bari, Guglielmo, detto il Malo, tra il 1156 e il 1162, ampliò l'edificato del castello, costruendo altre due torri, collegate tra loro da una semplice muraglia, a cui in seguito ne fu aggiunta una quarta sul lato sud-ovest, costituendo in tal modo una rocca ad impianto pseudo-trapezoidale. Nel 1172 Guglielmo II detto il Buono, figlio di Guglielmo I, di ritorno da Taranto e diretto in pellegrinaggio verso il santuario di San Michele Arcangelo a Monte Sant'Angelo, soggiornò nel castello di Barletta facendo cospicue donazioni in favore del clero barlettano.
Del periodo normanno, che si concluse con la morte di Tancredi, cugino di Guglielmo II, nel 1194, del castello è rimasta solo la torre a sud-est, mozzata in altezza ed inglobata durante gli interventi cinquecenteschi nella cortina meridionale della struttura spagnola. Il profondo restauro del castello avvenuto negli anni ottanta, vista l'inaccessibilità diretta della torre, ne ha permesso la visibilità interna mediante il recupero di una bucatura a piano terra protetta da una grata metallica.

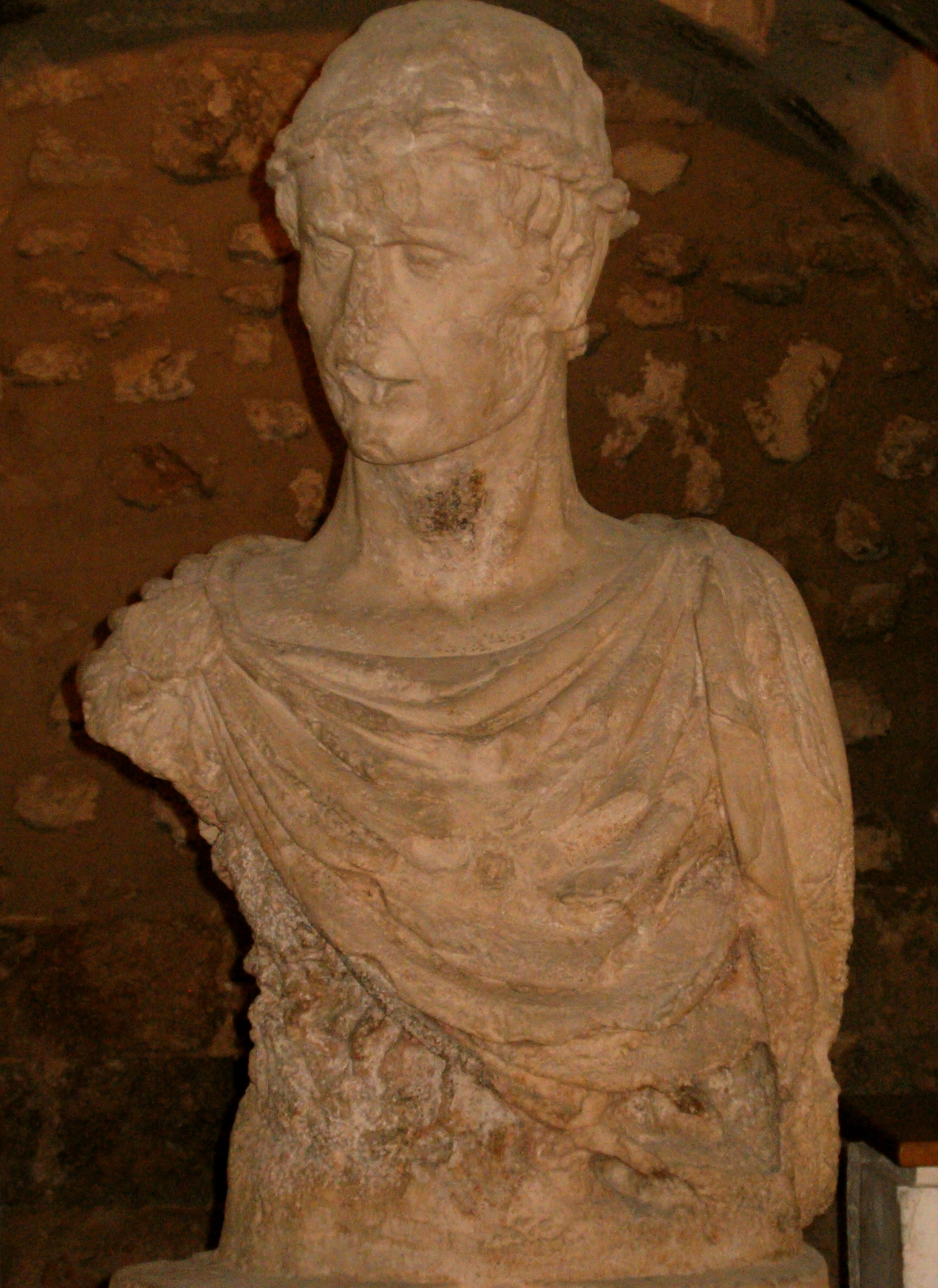
Presunto busto di Federico II conservato all'interno del Castello.

### Periodo svevo (1194 - 1266)
Nel 1194 venne alla luce Federico di Svevia, figlio del re di Sicilia e imperatore del Sacro Romano Impero Enrico VI e Costanza d'Altavilla. Dopo la morte di Enrico nel 1197, e di Costanza nel 1198, Federico venne condotto sotto la tutela di papa Innocenzo III. Tale avvenimento portò ad un ampio coinvolgimento della chiesa negli affari reali e permette di risalire alla prima testimonianza storica in cui si faccia esplicito riferimento al castello di Barletta, in alcune lettere di Innocenzo III del 1202.
Nel 1202 si accese infatti la contesa per il dominio sul Regno di Sicilia, che contrappose i tedeschi guidati da Marcovaldo di Annweiler e Diopoldo d'Acerra ai francesi di Gualtieri III di Brienne.
Diopoldo e Marcovaldo pretendevano il tutoraggio sul piccolo Federico II, affidato invece dalla madre Costanza al papa Innocenzo III; il pontefice quindi nominò Gualtieri III Principe di Taranto, Duca di Apulia e Conte di Lecce e lo scelse come proprio paladino per riportare il controllo nel Regno di Sicilia. Le lettere del pontefice, inviate a Gualtieri tra il 21 luglio e il 24 settembre 1202 testimoniano per la prima volta il ruolo nevralgico assunto dal castello in quegli anni lungo la costa adriatica. Il 6 ottobre dello stesso anno, nei pressi di Canne, Gualtieri dovette respingere prima un assalto delle truppe di Diopoldo ed in seguito, dopo aver occupato Barletta ed il suo castello, l'assedio delle truppe di Guglielmo di Palearia. Durante l'anno seguente, dopo essersi sparsa la notizia priva di fondamento della morte di Innocenzo III, i barlettani cercarono di approfittare dell'evento assediando e scacciando il castellano filo-papale che aveva occupato la fortezza per conto di Jacopo dei Conti di Segni nella speranza di riconquistare la struttura, causando però danni all'assetto murario.
La crescita di Federico proseguì parallelamente a quella del castello barlettano nel quale l'imperatore risiedette in diverse occasioni a partire dal 1228. Dopo essere stato incoronato nel 1215 re dei Romani e di Germania a Magonza e nel 1220 consacrato imperatore da Papa Onorio III, nel 1228 Federico II da Barletta bandì la sesta crociata e nell'anno seguente, di ritorno dalla Terra santa, soggiornò in città per due mesi. Prima del 1224, anno in cui viene promossa la costruzione dell'ala federiciana del castello, l'unico documento storico in cui appare nuovamente Barletta risale al 1205 ed in esso il sovrano autorizzava la chiesa di San Giacomo a costruire un mulino, una taverna e un forno. In quell'anno il complesso castellare si presentava irregolare ed asimmetrico, lontano dalla consuetudine costruttiva dei forti federiciani. Per tale motivo tra il 1224 e il 1228 il sovrano intervenne abbattendo l'area orientale appartenuta ai normanni e costruendovi la domus federiciana, accentuando gli aspetti decorativi ed architettonici del castello e trasformando quella che in precedenza era una rocca a scopo difensivo in una reggia per la sua corte. Nel 1228 Federico visitò Barletta e da qui, dopo aver adunato il parlamento dei baroni nel castello, annunciò la partenza per la sesta crociata durante la dieta tenutasi proprio nella domus.
Alla morte di Federico nel 1250 gli successe suo figlio Corrado. Il 21 maggio 1254 con la dipartita di Corrado, morto a Lavello di malaria, divenne erede del regno suo figlio Corradino, di soli due anni, la cui tutela fu assunta da Manfredi di Sicilia, figlio naturale di Federico II e fratellastro di Corrado. Quattordici anni dopo, in seguito alla battaglia di Tagliacozzo tra le truppe angioine di Carlo I e i ghibellini sostenitori di Corradino di Svevia, quest'ultimo venne prima fatto prigioniero e poi decapitato. Finì così la dinastia sveva a favore di quella angioina, con la figura di Carlo I d'Angiò che rilevò al contempo il possesso di Barletta e del suo castello.

### Periodo angioino (1266 - 1442)
L'importanza di Barletta e del suo castello da una parte, l'astio che Carlo I d'Angiò provava per gli Svevi dall'altra, lo indussero ad intervenire architettonicamente sull'intera fortezza, oltre che sulla cinta urbana, a partire dal 1268. A tal proposito la notevole documentazione rinvenuta mostra il graduale passaggio dall'intenzione di procedere con una manutenzione ordinaria fino alle modifiche sostanziali dell'opera muraria, che previdero la costruzione del palatium angioino sul lato nord, scomparso in seguito al successivo ampliamento spagnolo e le cui fondazioni, in seguito al restauro degli anni ottanta, sono utilizzate come cisterna idrica, la sostituzione della torre antiqua normanna crollata a sud-est con una torre di forma circolare, lo scavo di un fossato intorno al castello con l'edificazione di un muro esterno di difesa ad ovest, anche detto taluto, il rafforzamento delle cortine esistenti e l'edificazione di un'ulteriore porta d'accesso al castello che prende il nome di Porta Trani, rivolta ad est verso l'omonima città.

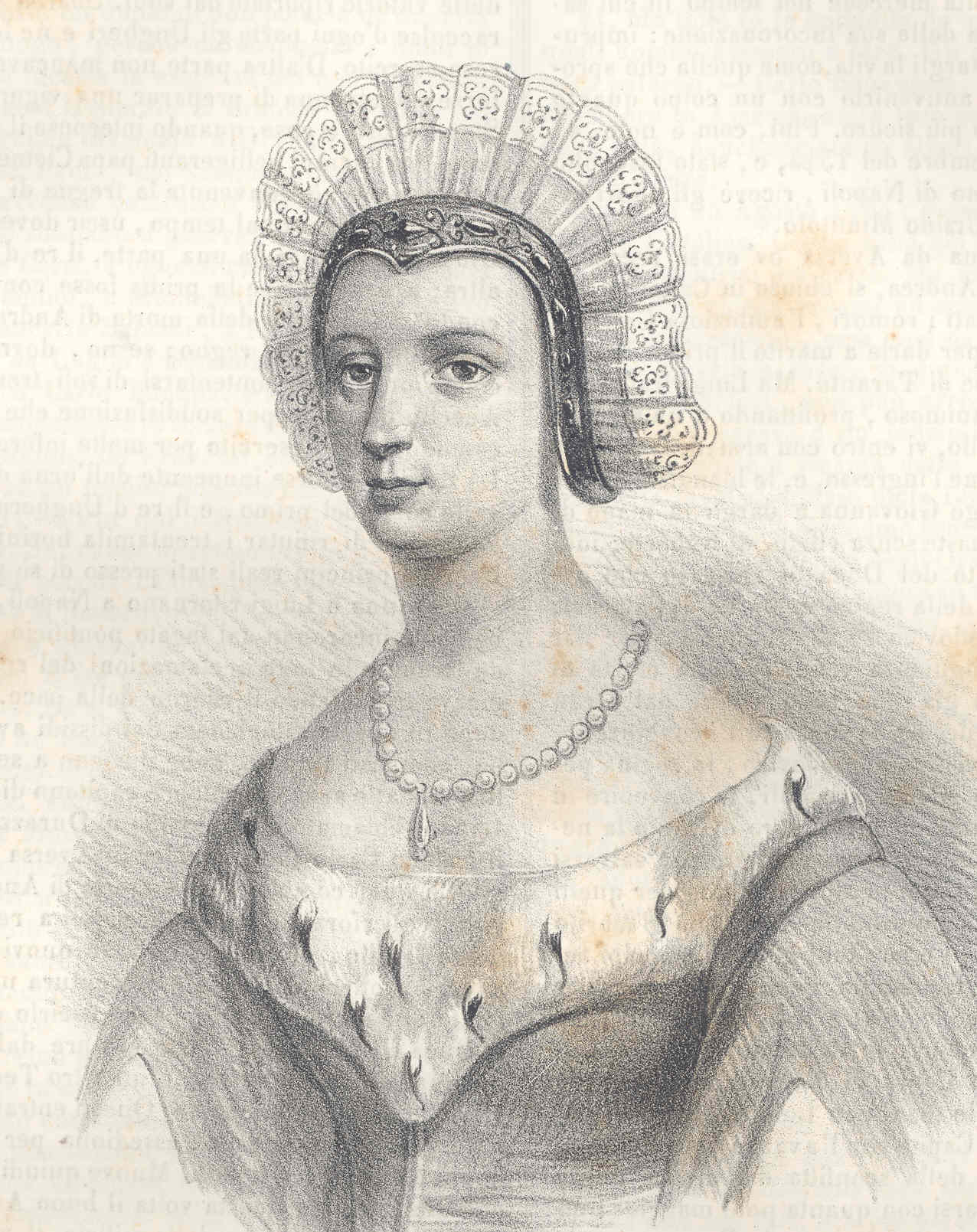
Ritratto di Giovanna d'Angiò.

Le opere elencate, commissionate da Carlo I d'Angiò, così come riportano gli antichi registri angioini, furono eseguite da Pierre d'Angicourt, sovrintendente della Curia Reale. Carlo I morì a Foggia nel 1285 e a lui subentrarono Carlo II prima e Roberto d'Angiò poi. Quest'ultimo, dal 1308 al 1312, eseguì l'ordine del Vicario di Carlo II di catturare i Cavalieri templari residenti in città, che furono detenuti nelle segrete del castello.
Nel 1343 alla morte di Roberto d'Angiò gli successe al trono sua nipote Giovanna d'Angiò, moglie di Andrea d'Ungheria, fratello minore del re di Ungheria e Polonia Luigi, la quale regnò per quarant'anni in un periodo convulso, apertosi con l'assassinio di Andrea nel 1345, velato dal dubbio che si trattasse di una congiura operata della regina Giovanna. La fine del regno di Giovanna d'Angiò giunse nel 1382, quando Carlo III di Napoli, marito di sua nipote Margherita, dopo aver occupato Napoli e imprigionato i sovrani, ordinò di strangolare la regina e porre fine al suo dominio. L'anno seguente, durante la guerra di successione che vide la vittoria di Carlo di Durazzo ai danni di Luigi I d'Angiò, nipote di Giovanna, il castello di Barletta fu occupato da Raimondo Orsini Del Balzo, agli ordini di Carlo. A quest'ultimo nel 1386 successe suo figlio Ladislao che regnò fino alla sua morte avvenuta nel 1414, anno in cui prese il potere sua sorella Giovanna II. Questa, priva di eredi, designò suo successore prima Alfonso V d'Aragona, detto il Magnanimo, e poi Luigi III d'Angiò, provocando nel 1424 una guerra di successione tra i due che ebbe il suo seguito nello scontro tra Alfonso, e il fratello di Luigi, Renato d'Angiò, e si concluse nel 1442 con l'ascesa al Regno di Napoli del sovrano aragonese.

### Periodo aragonese (1442 - 1501)

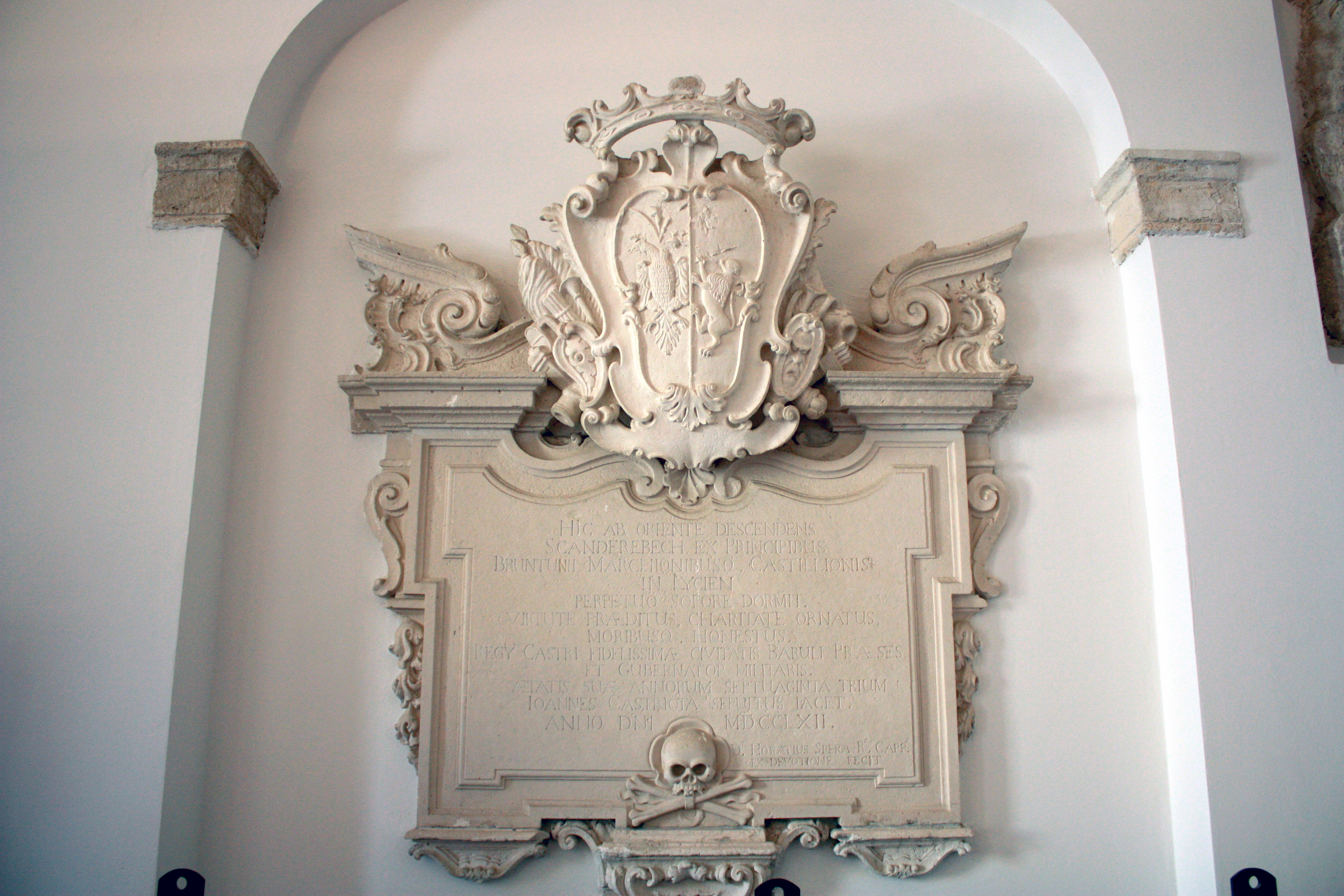
Lapide tombale di Giovanni Castriota Scanderbeg, castellano di Barletta dal 1750 al 1762.

Durante il dominio aragonese, presente a Barletta dal 1442 al 1501, furono rafforzate le strutture di difesa del castello e della cinta muraria, in particolare durante gli anni 1458, 1461 e 1481.
Alla morte di Alfonso, nel 1458, gli successe Ferdinando I di Napoli, noto come Ferrante d'Aragona, incoronato il 4 febbraio 1459 nella chiesa di Santa Maria a Barletta. Il sovrano fu in Puglia due anni dopo e, muovendo lungo la costa per timore di attacchi nemici dall'entroterra, si stabilì nel castello di Barletta, dedicandosi all'ozio e all'intrattenimento con i patrizi cittadini, incurante dell'avvicinamento delle truppe di Giovanni d'Angiò. L'assedio fu sventato dagli uomini guidati da Giorgio Castriota Scanderbeg, giunto in aiuto del regnante aragonese, a cui quest'ultimo affidò quindi la tutela della città di Barletta facendo ritorno in Campania. All'interno della sala del castello in cui è conservato il busto di Federico II, a testimonianza dell'arrivo di Giorgio Castriota nella struttura militare, vi è lo stemma degli Scanderbeg e una lastra commemorativa. In quegli stessi anni il sovrano proseguì lo scavo del fossato e ampliò il porto cittadino per ricondurlo alle necessità commerciali del periodo.
L'ultimo decennio del XV secolo fu caratterizzato da una forte instabilità politica, dettata da una serie di successioni al trono, che ebbe inizio con la morte di Ferdinando I nel 1494 e si concluse con Federico I di Napoli, con cui nel 1501 terminò il dominio della dinastia aragonese, alla quale non vanno assegnati ulteriori meriti oltre quelli riguardanti il rafforzamento delle strutture già esistenti.
Gli eventi che condussero la dinastia spagnola al potere e portarono alla disfida di Barletta si inseriscono negli scontri tra Ferdinando II di Aragona detto il cattolico e i francesi di Luigi XII, culminati con la vittoria degli spagnoli nelle battaglie di Cerignola e di Garigliano del 1503, riuscendo così a completare, entro la fine dello stesso anno, la conquista dell'intero Regno di Napoli in favore della Spagna.

### Periodo spagnolo (1504 - 1707)

Il castello di Barletta visto da sud-est, dopo gli interventi spagnoli

Con l'arrivo degli spagnoli, che occuparono il regno aragonese a partire dal 1504 come stabilito dal trattato di Lione, iniziarono prima i lavori di fortificazione delle mura, con la costruzione lungo la litoranea di ponente del fortino del Paraticchio, quindi tra il 1514 e il 1519 quelli per la costruzione della quinta cinta urbana estesa al rione di San Giacomo, con l'edificazione di Porta Nuova e Porta Reale.
Consultando il Codice diplomatico barlettano tra il 1514 e il 1515 è segnalato come il castello versasse in precarie condizioni strutturali e come la struttura si mostrasse inadeguata di fronte all'avvento delle nuove tecniche belliche di artiglieria. La situazione economica dell'Università di Barletta, di contro, era invece florida, potendo contare sulla presenza di numerosi commercianti giunti in città dai paesi limitrofi oltre che sul prestigio offerto dalla presenza di importanti banchieri, provenienti dal nord Italia e dalla Grecia.
Nel 1528 Barletta, lacerata da divisioni interne e non ancora completamente cinta dalle mura, tanto che il borgo di San Vitale e quello di Sant'Antonio Abate ad est erano ancora extra moenia, fu preda di un'imponente devastazione per mano francese, subendo saccheggi e incendi che causarono la distruzione di numerose chiese ed edifici conventuali posti al di là delle mura. In tale occasione il castello fu occupato dai francesi, che riuscirono ad accedervi aiutati da una fazione di barlettani, attraverso le mura ad est della città, allora sottoposte ad opere di rafforzamento, ma non subì alcun danno strutturale.
Con la pace di Cambrai del 1529, il castello e la città di Barletta passarono nelle mani dell'imperatore Carlo V d'Asburgo, nipote di Ferdinando II di Aragona. Questi diede inizio ai lavori di adeguamento del castello ai canoni costruttivi del tempo a partire dal 1532. I lavori si protrassero per oltre sessant'anni, con un'ulteriore suddivisione in tre fasi: dal 1532 al 1537; dal 1555 al 1559; dal 1578 al 1598.
Sotto la guida degli Asburgo il castello subì una profonda trasformazione, per prepararsi a possibili attacchi nemici non più unicamente con armi bianche come la spada o la lancia ma con l'uso della polvere da sparo e dei cannoni.
La logica costruttiva cinquecentesca prevedeva castelli non più elevati in altezza, con torri d'avvistamento difficili da scalare, ma opere solide e particolarmente imponenti, solitamente circondate da ampie aree pianeggianti per un più efficace controllo nemico da terra.

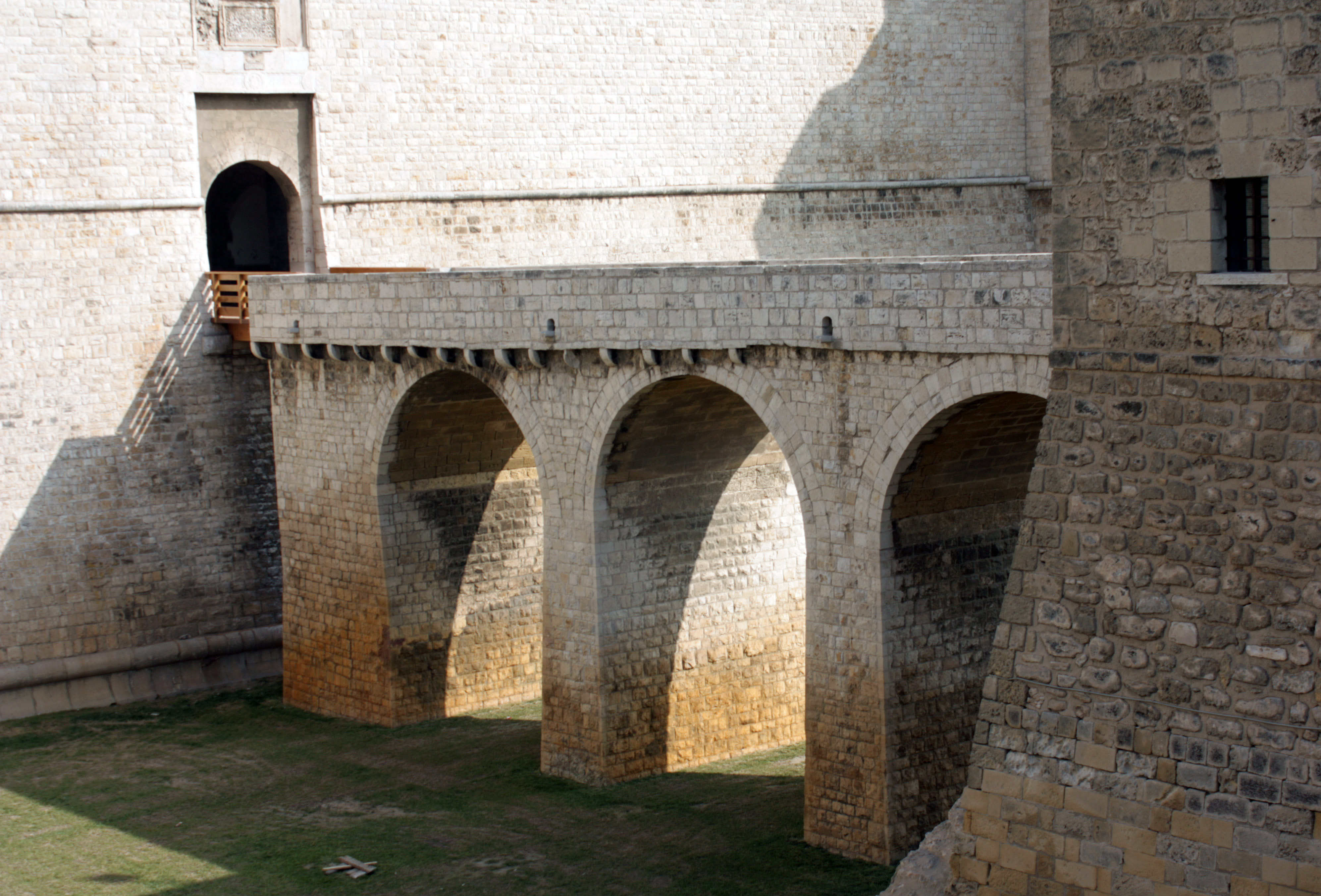
Il ponte in pietra e l'attuale ponte in legno, visto da sud-ovest.

Furono abbattute le costruzioni nei pressi del castello per permetterne la ristrutturazione e con esse anche alcune chiese come quella di Santa Maria delli Frati e di Santa Caterina. Carlo V mise così in atto un intervento di ispessimento murario fino a una sezione di dimensioni comprese tra i sette e dodici metri e di inglobamento delle vecchie strutture: quelle angioine vennero incamiciate in quelle di nuova costruzione mentre tutte quelle parti che non ottemperavano l'idea di grandiosità e simmetria furono abbattute. I lavori per mano di Carlo V, sotto la direzione dell'architetto militare Evangelista Menga, si protrassero inizialmente dal 1532 al 1537 e poi furono proseguiti dai suoi successori fino al 1598.
I lavori ebbero come tema principale la realizzazione dei quattro bastioni angolari. La loro denominazione tradizionale, che coincide con quella utilizzata dall'architetto Grisotti durante i lavori di restauro degli anni ottanta, risale al 1559 in cui appaiono citati in un documento, denominati rispettivamente, da sud-ovest in senso orario, di Santa Maria, di San Vincenzo, di Sant'Antonio e dell'Annunziata. Agli inizi del XIX secolo l'intitolazione dei bastioni fu completamente stravolta e in una planimetria di autore anonimo francese, il bastione di Santa Maria viene chiamato "di San Giacomo", quello di San Vincenzo è detto "della campana", quello di Sant'Antonio è intitolato "di Santa Maria" e infine il bastione dell'Annunziata è ricordato come "di San Vincenzo".
Venne quindi eseguito con delle nuove mura di stampo spagnolo il rivestimento di tutte le strutture appartenenti alle epoche precedenti, quali il palatium angioino, le cui fondazioni costituiscono le pareti di una cisterna per la raccolta delle acque meteoriche posta nel mezzo del cortile interno al castello, le torri normanne e tutte le murature fino ad allora presenti.

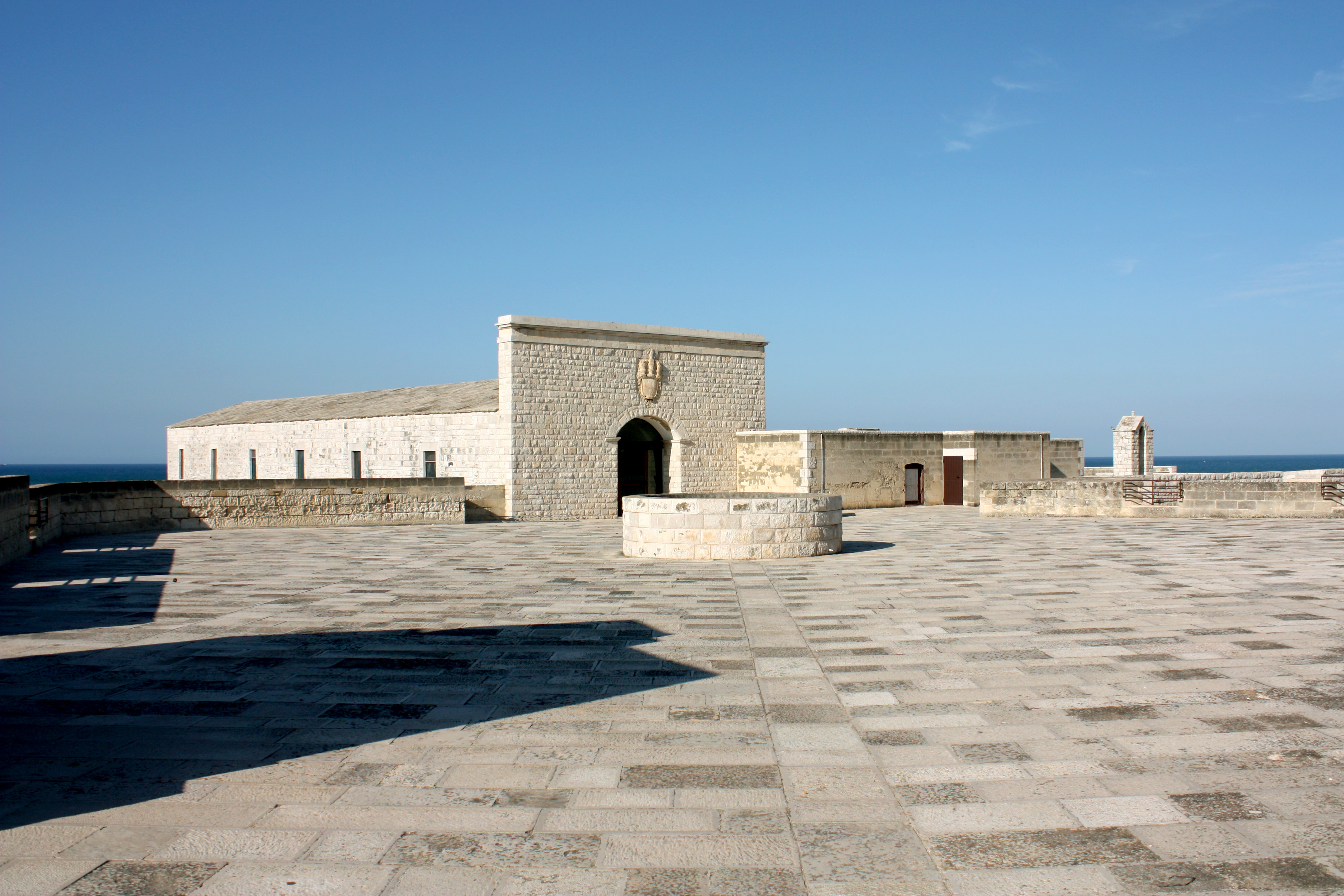
Il corpo di fabbrica del laboratorio degli artificieri e in primo piano il lucernario della casamatta del bastione di Santa Maria

Il castello di Barletta assunse così l'attuale aspetto morfologico: una struttura di forma quadrangolare, con quattro bastioni pentagonali agli spigoli, una dotazione di cannoni su tutti i lati e un fossato che permettesse il distacco dalla terraferma su tre lati. Il quarto lato, a nord, affacciava invece sulla costa in modo da garantire la difesa verso il mare. L'accesso al castello era mediato da un ponte levatoio in legno, costruito interamente durante il XVI secolo.
Tuttavia il castello, rinnovato e adattato a fortezza, non fu mai utilizzato per fini militari, a causa dello spostamento degli interessi dal bacino del Mediterraneo verso il Nord e il Sud America.
Tra la fine del Cinquecento e l'inizio del Seicento ebbero inizio nuovi lavori di completamento e manutenzione del castello, che videro anche la promozione di una condizione di abitabilità meno ardua e la bonifica dei terreni paludosi della città e delle aree vicine alla medesima struttura. Nel 1621 Filippo IV di Spagna pose mano ai lavori di manutenzione e decise di costruire sulla copertura del braccio ovest un laboratorio degli artificieri.
I terremoti del 1627 e del 1629 danneggiarono numerosi edifici barlettani, ma il castello non osservò alcun segno di cedimento. A recare danni all'intera città dimezzando il numero della popolazione barlettana fu invece la peste, che colpì la città tra il 1656 e il 1657. La tradizione vuole che l'epidemia si sia arrestata nel marzo del 1657 per intercessione della Madonna dello Sterpeto, la cui icona fu rinvenuta proprio in quel periodo in uno dei luoghi devastati dal morbo, nella cui area è stato costruito il Santuario della Vergine.
Con la morte agli inizi del Settecento di Carlo II di Spagna il diciassettenne duca Filippo d'Angiò, venne proclamato nuovo re di Spagna, divenendo così proprietario del castello.

### Dal XVIII al XXI secolo
L'arrivo di Filippo d'Angiò causò lo scoppio di una guerra di successione tra Francia e Austria. Gli Asburgo, impossessandosi prima della Lombardia e poi del Regno di Napoli, riuscirono a detenere il potere dal 1707 al 1734 con la guida di Carlo VI d'Austria. Durante questi ventisette anni il castello di Barletta fu lasciato cadere in uno stato di abbandono e di grave degrado, testimoniato da un "inventario delle munizioni da vitto e da guerra del Regio Castello di Barletta", risalente al 1722, grazie al quale si è venuti a conoscenza della completa mancanza di manutenzione o restauro da parte del governo austriaco. Lo stato dell'opera si rese poi palese nel 1734, quando Giulio Borromeo Visconti, viceré austriaco, alla vigilia della battaglia di Bitonto si rifugiò nel castello barlettano, trovandolo inagibile.

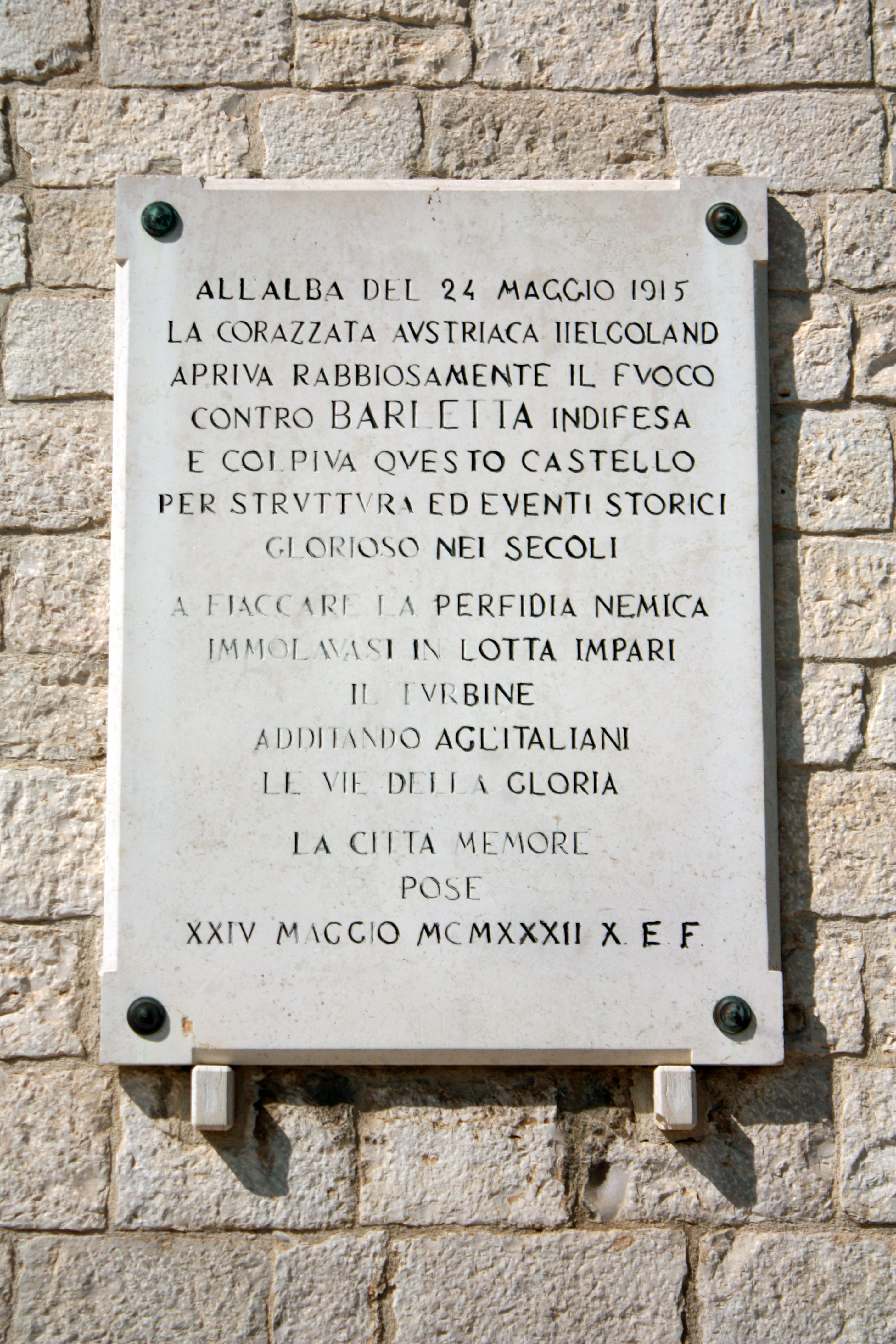
Lapide marmorea posta sul rivellino, a memoria dell'attacco austriaco durante la prima guerra mondiale.

La fine del viceregno austriaco giunse il 25 maggio 1734, con la Battaglia di Bitonto, combattuta contro i Borbone di Spagna guidati da Carlo III di Spagna, figlio di Filippo V. Con il trattato di pace, navigazione e commercio del 1740 stipulato con l'Impero ottomano, terminarono i timori di invasione turca e con esso la necessità del sistema difensivo tipico dell'architettura militare.
I Borbone regnarono in maniera stabile fino al 1799, con il passaggio di consegne tra Carlo III e suo figlio Ferdinando, avvenuto nel 1759. Proprio sul finire del XVIII secolo, sull'onda della Prima Campagna d'Italia delle truppe della Francia repubblicana, dopo la Rivoluzione francese, ebbero inizio i moti rivoluzionari che portarono alla proclamazione della Repubblica partenopea. Barletta fu tra le prime città ad aderire al movimento insurrezionale, tanto che il protettorato francese poté giungere fino al 1805, proseguendo, dopo l'incoronazione di Napoleone Bonaparte, con una vera e propria dominazione francese, che vide dal 1806 al 1808 la presenza di Giuseppe Bonaparte, fratello dell'imperatore, seguito da Gioacchino Murat fino al 1813.
Il generale francese, dopo aver fatto visita al castello di Barletta il 14 aprile 1813, ordinò di procedere a lavori di consolidamento delle strutture difensive, in vista di un possibile scontro con le potenze europee, che permise il ritorno dei Borbone al comando, fino all'Unità d'Italia. Tra il 1860 e il 1870 il castello fu utilizzato a scopo di carcere militare, ma nel 1876, dopo essere stato considerato inutile dal punto di vista bellico, venne messo all'asta e aggiudicato al Comune di Barletta, per la somma di 30.100 lire.
L'ultima vicenda militare che ha visto coinvolto il castello di Barletta si è consumata il 24 maggio 1915, quando durante la fase iniziale della prima guerra mondiale l'esploratore austriaco Helgoland colpì con sei cannonate il fronte nord e il bastione settentrionale, esposti al mare. Il Castello riuscì a non subire ulteriori colpi grazie all'intervento del cacciatorpediniere Turbine, giunto in difesa della città.

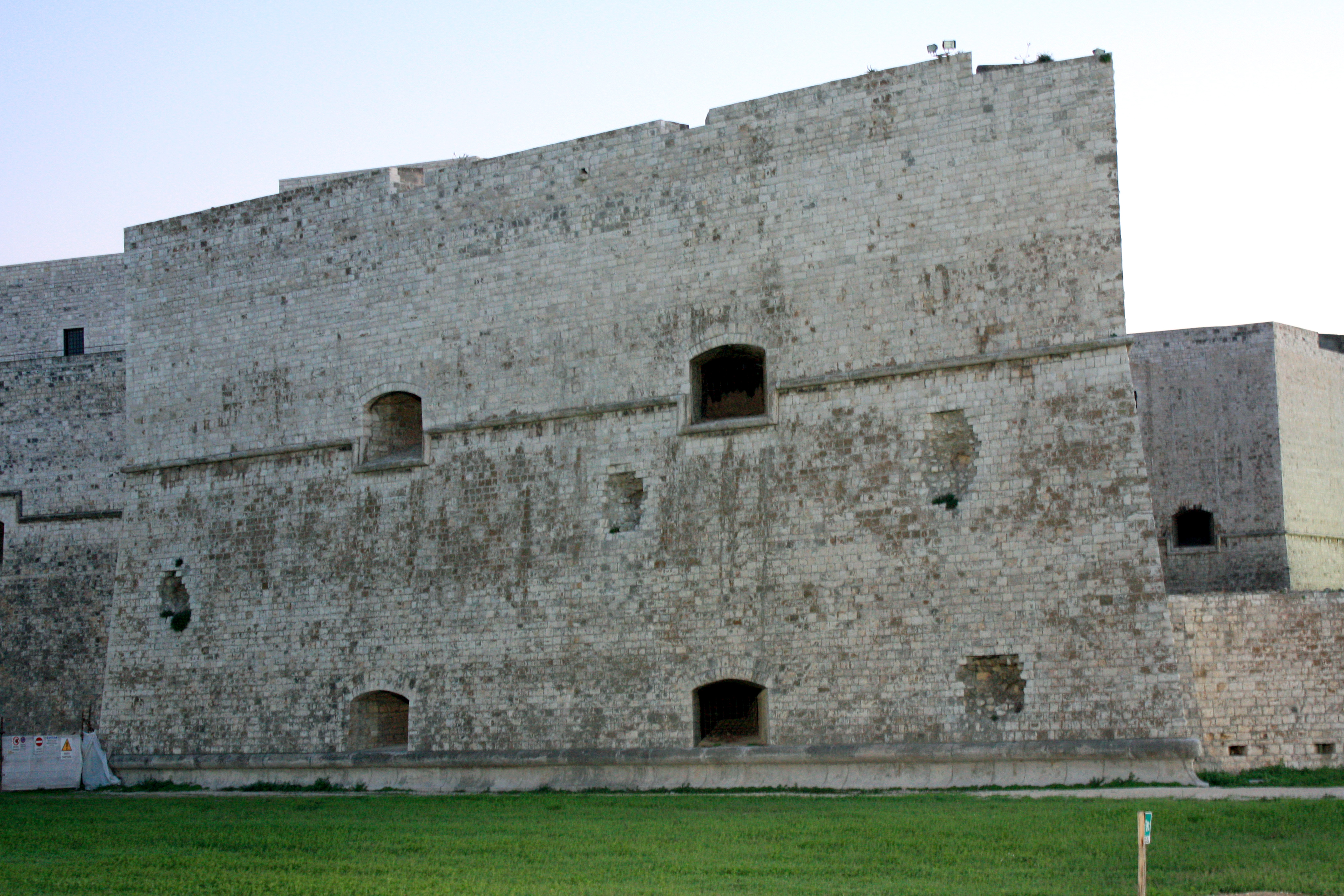
I segni delle cannonate sul bastione di San Vincenzo, inflitti durante la prima guerra mondiale.

Sulla facciata meridionale del rivellino, a memoria dell'avvenimento, è stata affissa una lapide marmorea che riporta la scritta:
(Iscrizione sulla lapide marmorea affissa sulla d'ingresso del rivellino.)
Nel settembre del 1943, durante la seconda guerra mondiale, il castello fu sede di un presidio militare che oppose una strenua resistenza all'esercito tedesco, deciso ad occupare la città in seguito all'armistizio tra gli italiani e gli Alleati. L'ingresso delle truppe tedesche in città culminò con l'eccidio del 12 settembre. Tre anni dopo venne disposta la messa in ordine dei giardini del castello, fino ad allora lasciati in disuso.
Tra il 1973 e il 1987 hanno avuto luogo i lavori di restauro dell'intera struttura castellare, con il conferimento dell'incarico all'ingegnere Marcello Grisotti l'8 maggio 1973. Al termine del lavori il castello è tornato ad uso della città e dei turisti, grazie anche all'installazione del Museo civico, di mostre temporanee e di conferenze e all'utilizzo dell'ala federiciana come biblioteca comunale.
Il 7 dicembre 2002, dopo circa due anni di ulteriori restauri, che hanno visto la riqualificazione dei giardini del castello trasformati in parco con aree attrezzate, l'intera area è stata restituita alla cittadinanza barlettana, che ne ha fatto un punto nevralgico del centro storico.

## Descrizione
- 1. Rivellino
- 2. Cortile interno
- 3. Bastione Santa Maria
- 4. Bastione San Vincenzo
- 5. Bastione Sant'Antonio
- 6. Bastione Annunziata

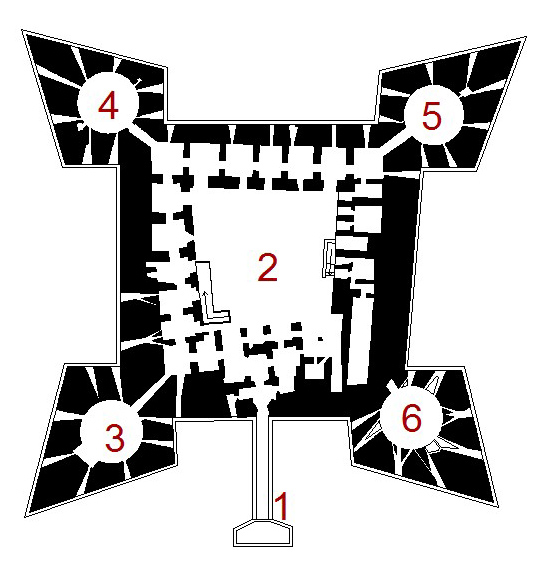
Planimetria del piano terra del Castello di Barletta.

Il castello è sito nella piazza omonima all'interno del quartiere Santa Maria, a nord-est della città. Risulta essere un punto strategico nella vita cittadina, nonché un forte cardine urbanistico: il tessuto urbano di Barletta si è infatti sviluppato a partire dalla doppia polarità ecclesiastica e militare data dalla vicinanza della cattedrale di Santa Maria Maggiore e dal castello.
Le dimensioni dei lati esterni del castello, misurate alla base della cornice dei bastioni angolari, risultano variabili, con il fronte est, il più lungo di tutti, di circa 127 metri, il fronte ovest, più corto di tre metri, e quelli sud e nord, entrambi lunghi circa 120 metri. La diagonale tra le punte dei bastioni misura circa 125 metri, al cui interno vi sono due ordini di casematte sovrapposte di diametro pari a 16 metri. L'altezza del prospetto ovest, quello più alto vista la presenza del corpo di fabbrica del laboratorio degli artificieri, corrisponde a circa 24 metri mentre il fronte nord, il più basso, ha un'altezza massima di 19 metri. I muri del castello presentano uno spessore variabile dai 5 ai 12 metri e sono costruiti in pietra calcarea tagliata in blocchi squadrati ed appena bugnati, gran parte dei quali furono ricavati dagli edifici distrutti durante il sacco del 1528.
È circondato dai giardini, intitolati ai fratelli Cervi, su tutti i lati tranne che sul fronte nord, e da essi è separato mediante l'ampio e profondo fossato, che nel punto più basso raggiunge i dieci metri di profondità rispetto al piano di calpestio del ponte d'accesso al castello. L'edificio possiede un impianto polare di forma quadrangolare, con i caratteristici bastioni pentagonali lanceolati nei quattro spigoli e i quattro bracci dell'edificio che li uniscono tra loro. Nel mezzo vi è il cortile quadrato.

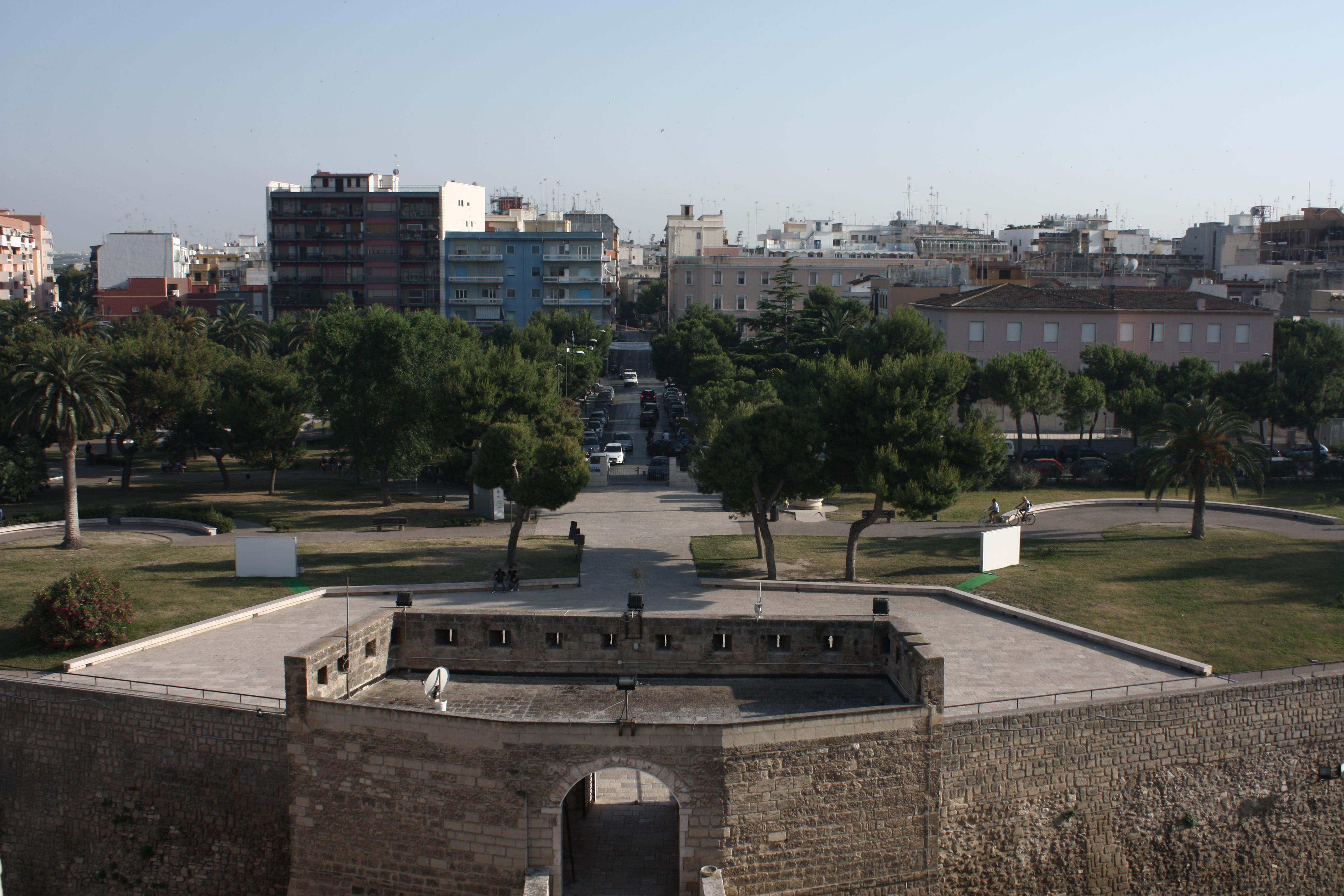
Vista verso sud del rivellino e dei giardini del castello.

Tutti i prospetti del castello sono divisi verticalmente in tre parti: la parte inferiore con il lieve basamento a scarpa termina superiormente con una modanatura a toro piuttosto sporgente, in alcuni casi interrotta dalla presenza delle cannoniere; la prima elevazione, che vede alla base la presenza delle feritoie per i cannoni e talvolta altre piccole bucature d'aerazione, caratterizzata dalla tipica pietra faccia vista del castello barlettano, delimitata superiormente da un'ulteriore modanatura a toro di dimensioni minori rispetto a quella di base, anch'essa talvolta interrotta dalla presenza delle consuete feritoie; la parte superiore scandita dalla muratura a vista è coronata da una merlatura. Nella parte superiore dello spigolo del bastione sud orientale si erge lo stemma in pietra della dinastia spagnola.
L'ingresso al castello è preceduto da uno slargo, denominato "piazza d'armi", dinanzi al quale si erge il rivellino. Una volta superato questo primo accesso ci si trova davanti ad un ponte in muratura a tre arcate. La quarta arcata, in tufo, è stata sostituita da un ponte in legno durante i lavori di restauro tra il 1973 e il 1987. Lavori di manutenzione riguardanti unicamente il ponte ligneo hanno avuto luogo tra il 6 ottobre e il 17 ottobre 2008.. Il portale d'ingresso si apre al centro della facciata meridionale e presenta un accesso rettangolare inglobato in un'arcata. L'ingresso quadrangolare è sovrastato da un architrave ornato da decorazioni e da una lastra lapidea che testimonia la consegna del castello, così come lo vediamo, nel 1584.

### Esterno

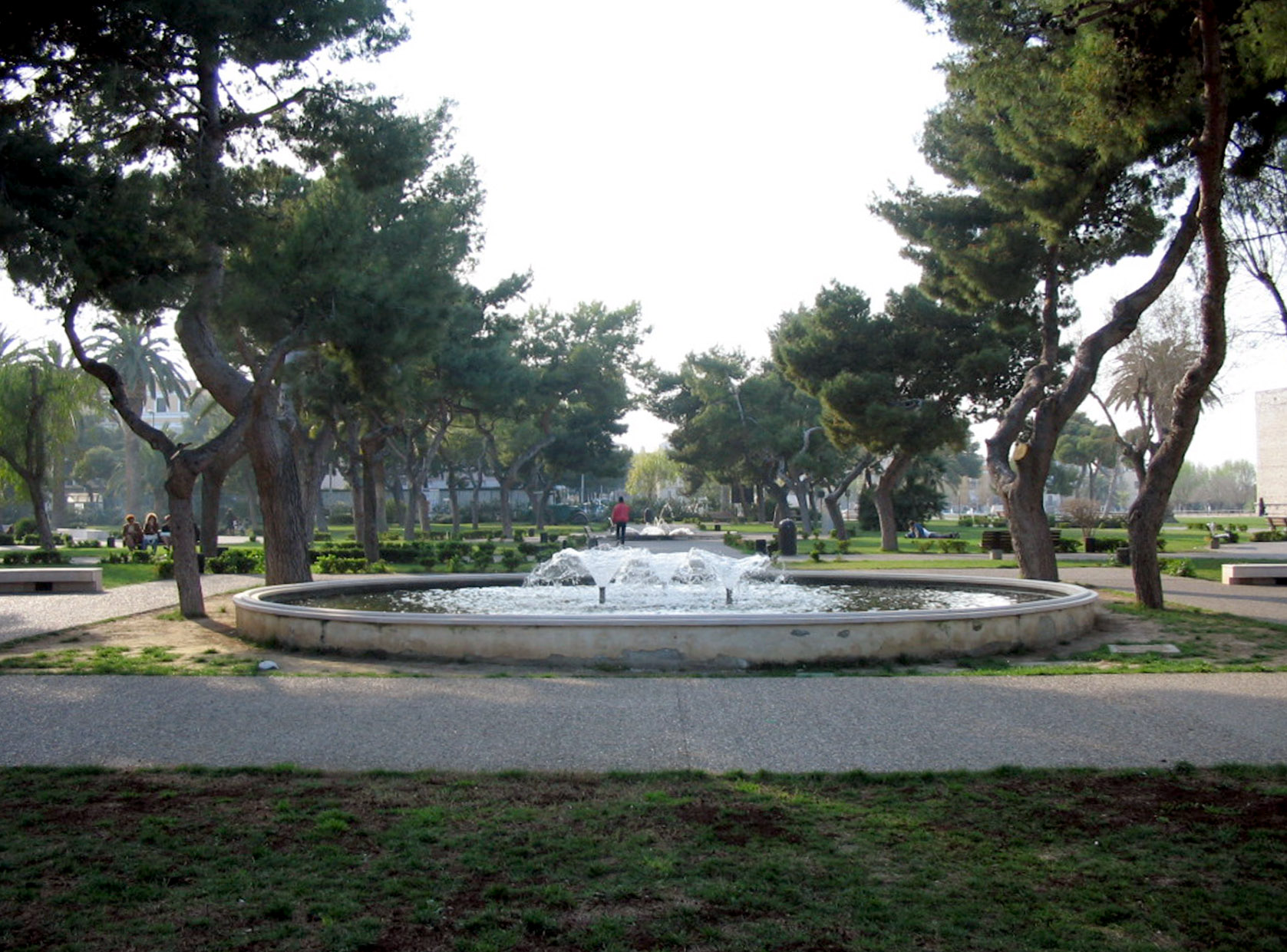
Una vista dei giardini fratelli Cervi che circondano il castello

#### Il fossato
Il castello è circondato su tutti i lati da un fossato di ampiezza pari a circa ventiquattro metri rispetto ai lati dei bastioni e trentacinque metri rispetto alle pareti esterne delle cortine del castello. Si amplia ulteriormente sul fronte nord, verso il mare, superando i centodieci metri, dilatandosi in un'arena, distante circa cento metri dalle acque del mare. È cinto da un muro di sostegno di lunghezza totale pari a circa settecento metri e di altezza massima di sette metri. Posto 1,50 metri s.l.m. e 7,85 metri sotto il piano d'ingresso del castello, a partire dal periodo normanno questo era circondato dalle acque del mare e durante il dominio angioino la linea di battigia ne lambiva il fronte nord. Già sul finire del XVI secolo le planimetrie storiche testimoniano l'arretramento delle acque e la trasformazione del fossato in una zona paludosa, che dalla fine del Novecento è stata coltivata almeno fino al 1931. Il primo documento in cui appare un ordine di costruzione del fossato risale al 10 febbraio 1280, in cui se ne richiede l'edificazione partendo dal fronte est, quello verso Trani, passando per il lato sud, fino alla torre nord-ovest, lasciando le mura a nord a diretto contatto con le acque del mare. Sul finire del XV secolo Ferdinando I di Napoli ne prosegue lo scavo ed il 5 settembre 1515, temendo il pericolo di una guerra, il sindaco chiede il completamento dei lavori riguardanti il fossato e le mura urbiche. 

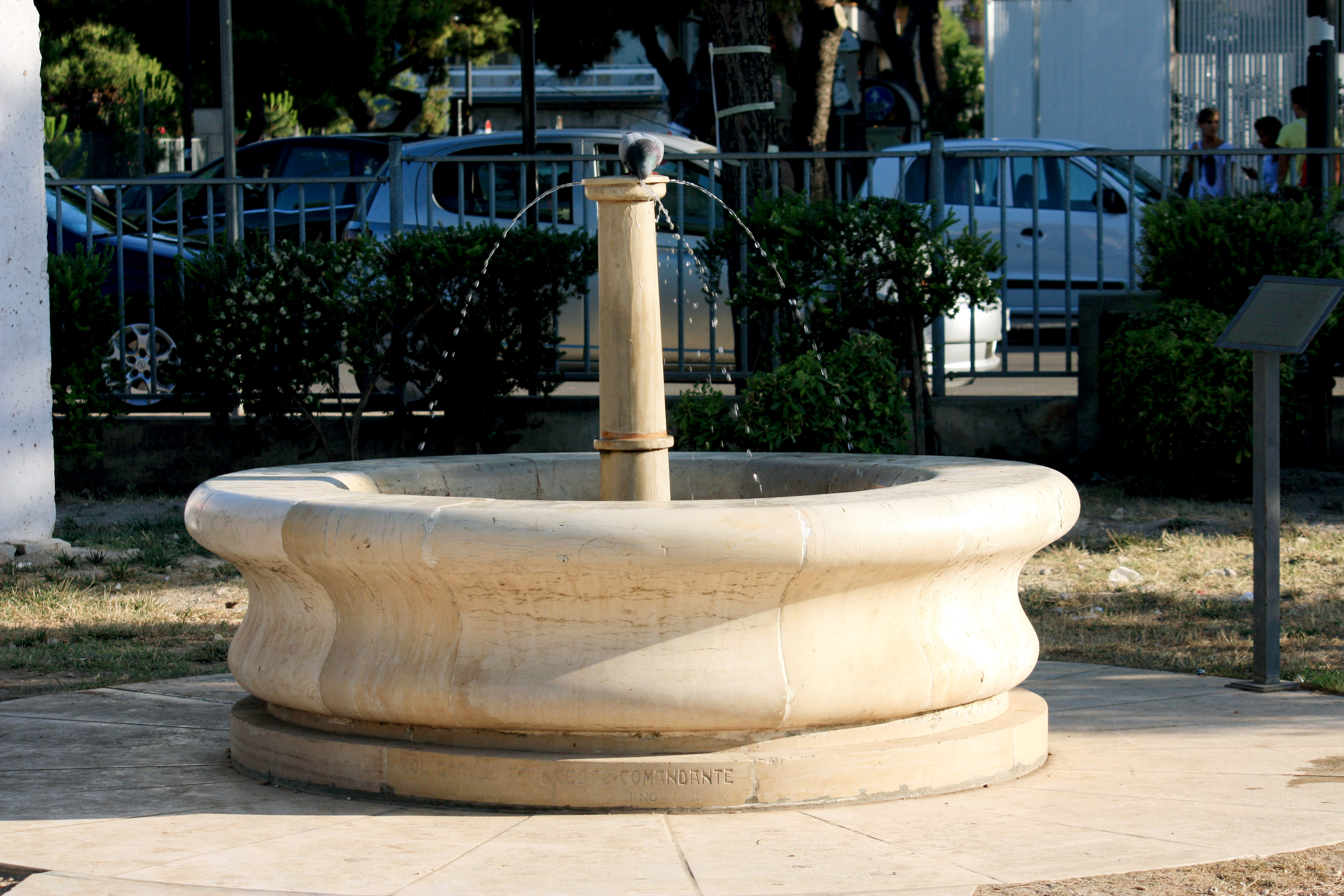
Fontana storica nei giardini del castello

I lavori di restauro compresi tra il 1973 e il 1987 hanno interessato anche il fossato e i muri di sostegno, ristrutturato secondo le normative antisismiche con un sistema di deflusso delle acque fognarie. Nel 2004 l'Amministrazione Comunale ha poi provveduto all'ulteriore valorizzazione del fossato mediante la realizzazione di un tappeto erboso con relativo impianto di irrigazione.

#### I giardini
I giardini del castello, intitolati ai Fratelli Cervi, si estendono su tutti i lati intorno al castello, tranne che lungo tutto il fronte nord, situato in prossimità del mare. Questi sono andati incontro a lavori di restauro tesi a riqualificarne lo stato dei luoghi e il sistema di illuminazione, per essere trasformati in parco con aree attrezzate e dopo due anni, il 7 dicembre 2002, sono stati restituiti alla cittadinanza barlettana che ne ha fatto un punto nevralgico del centro storico. Nei pressi dell'ingresso principale dei giardini, ubicato in asse con il rivellino, trova posto la storica fontana ornamentale, fortemente voluta dai soldati del Distretto Militare ed inaugurata l'11 novembre 1941. Rimasta in disuso e poi andata parzialmente distrutta dopo gli episodi bellici il 12 giugno 2004 la fontana è stata ricostruita e riattivata, grazie anche ad un minuzioso lavoro di recupero dei blocchi lapidei, svolgendo così la funzione di punto di distribuzione di acqua potabile.

#### Il rivellino e il ponte d'ingresso

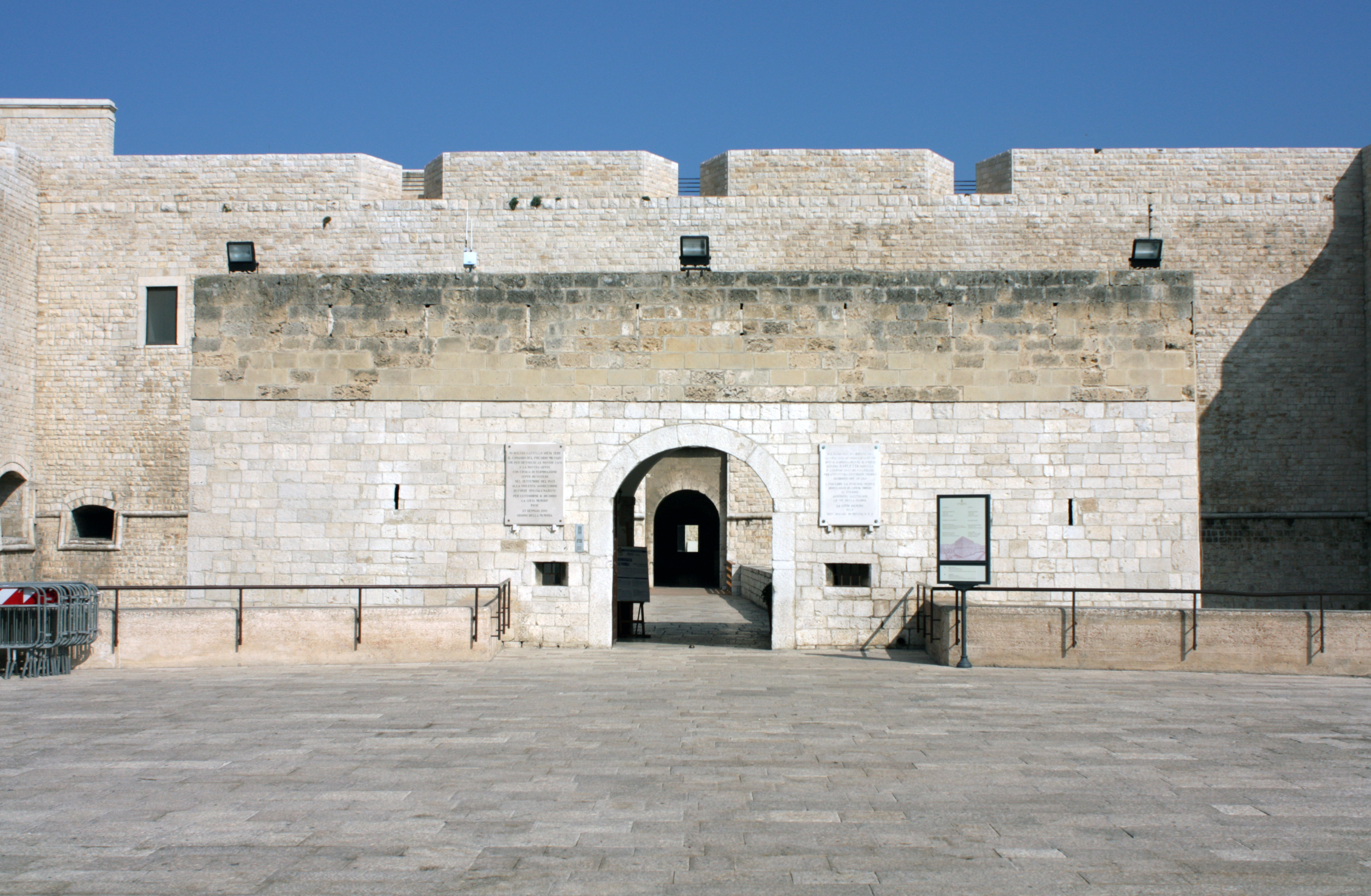
Il rivellino del castello di Barletta

L'accesso al castello è mediato dalla presenza del rivellino e del successivo ponte che permette di superare il fossato. Fino al XVIII secolo il rivellino faceva parte di un più ampio sistema di difesa che, attraverso dei percorsi tortuosi, conduceva allo slargo dinanzi alla struttura di guardia. Questa è suddivisa in due vani laterali dall'atrio centrale, ognuno dei quali avente una bucatura sulla parete opposta a quella di ingresso, mentre la copertura è cinta da una muratura in tufo provvista di feritoie, tranne che sul lato prospiciente il ponte dove il parapetto è più basso per permettere le manovre militari con l'interno. Durante i lavori di restauro degli anni ottanta è emersa la presenza di una scala che dal vano ovest doveva condurre sul lastrico solare della struttura. La scala rinvenuta non è stata tuttavia resa utilizzabile in quanto il rivellino è sprovvisto di un'uscita sul terrazzo, pertanto l'arrivo sul lastrico solare può unicamente avvenire dal ponte in muratura mediante l'uso di una scala esterna.
Superato il rivellino, fino al restauro del Grisotti il ponte d'ingresso al castello era sostenuto da tre massicci piloni verticali e altrettante arcate, oltre ad un arco di dimensioni inferiori che collegava l'ultimo pilone con il castello databile intorno al XIX secolo, dunque successivo all'eliminazione del ponte levatoio. I lavori di restauro, considerate le precarie condizioni e la carente matrice storica, hanno portato all'abbattimento di quest'ultimo arco e, grazie alla scoperta del punto di appoggio dell'antico ponte levatoio costruito sul finire del XVI secolo ed ivi rimasto fino alla rimozione avvenuta nel 1861, alla realizzazione di una struttura lignea fissa di collegamento che rievocasse l'antico sistema mobile di protezione. Il ponte in legno ha subito un nuovo intervento di manutenzione nel 2008, con la sostituzione delle travi lignee.

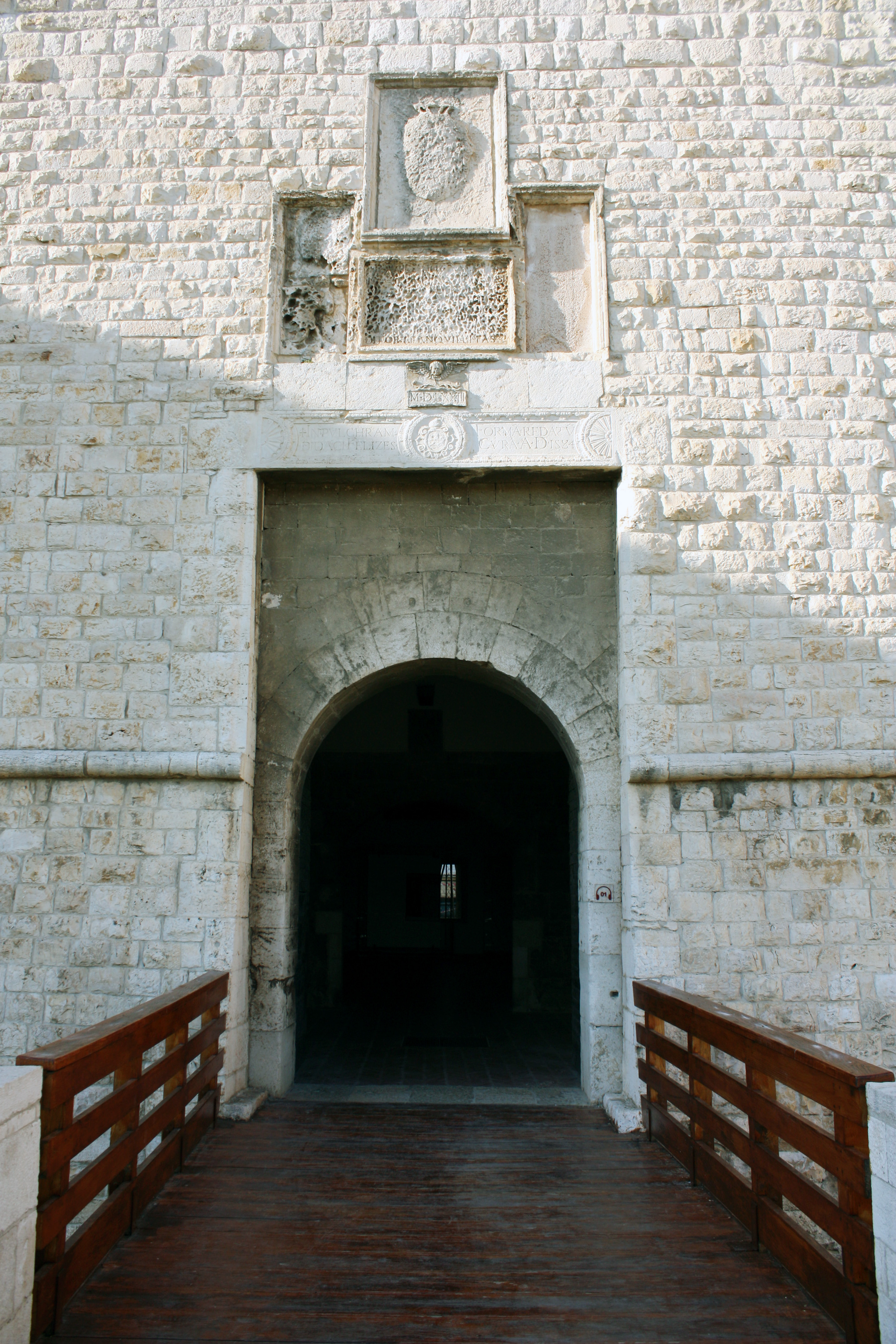
Il portale d'ingresso al castello

#### Il portale d'ingresso e i fronti esterni

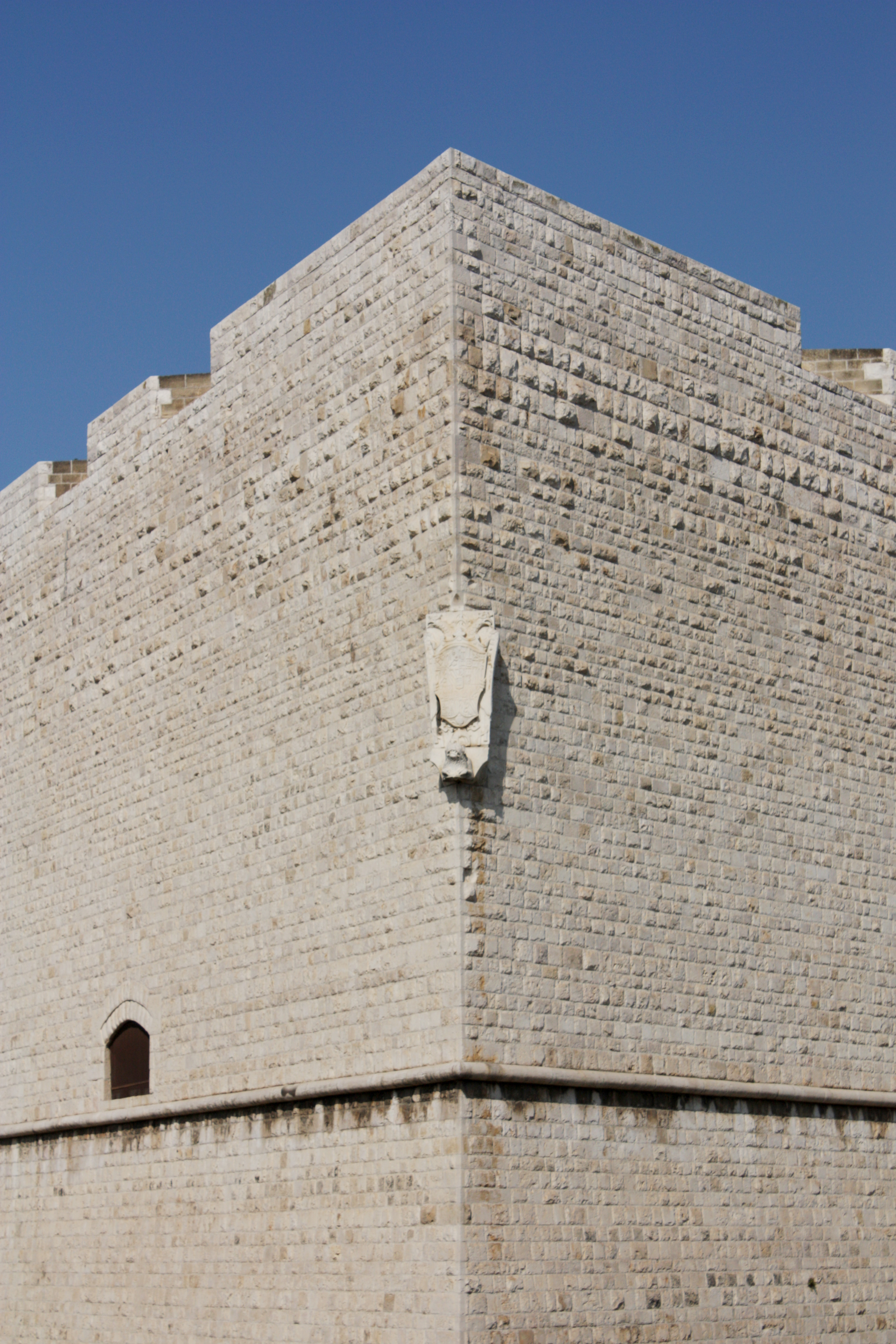
Particolare del bastione sud-est in cui è visibile lo scudo della dinastia aragonese.

Il portale d'accesso al castello è costituito da un arco a tutto sesto incassato in una porzione di muro esterna di forma rettangolare in bugnato. Al di sopra della bucatura rettangolare vi è un architrave, compreso tra due decorazioni a forma di conchiglia, su cui campeggia una scritta in latino preceduta da una croce greca e suddivisa in due parti da un decoro a forma di rosone, che recita:
(Iscrizione latina sull'architrave del portale d'ingresso.)
Va ricordato che Diego Feliz, citato nell'iscrizione, fu un castellano della struttura, nella quale morì nel 1584. Subito sopra l'architrave quattro blocchi lapidei con al centro una testa d'angelo e la data "MDLXXIII" fanno da sostegno a quattro grandi lastre sempre in pietra: una centrale disposta orizzontalmente che riporta una scritta di cui è leggibile solo la parola "tranquillitas", due laterali verticali ed un'ulteriore lastra centrale verticale su cui vi è uno stemma poco leggibile. La discordanza tra le due date riportate sullo stesso fronte è stata interpretata dall'architetto e ingegnere Marcello Grisotti, autore dei restauri del castello, come una volontà di conferire una maggiore dignità al portale di ingresso, assemblando materiale lapideo risalente a momenti e luoghi differenti. È possibile che l'architrave sia in origine appartenuto a un'ipotetica cappella di fattura angioina, vista la presenza della croce prima dell'iscrizione. In asse con il portale ma in posizione più elevata trova posto una decorazione con pugnale, ad impugnatura a croce, puntato verso il basso, risalente al 1585, come testimoniato dall'incisione sulla stessa targa.
Tutti i fronti del castello sono caratterizzati, dal basso verso l'alto, da una piccola porzione di muro a scarpa in pietra liscia sormontata da una cornice con modanatura a toro, da cui diparte la parte inferiore della muratura principale, a scarpa in bugnato di pietra. A circa metà altezza dei frontoni vi è una seconda cornice con modanatura a toro che segna l'inizio della parte superiore della muratura, sempre in bugnato di pietra ma non più a scarpa, la quale termina superiormente con una merlatura. Sia la muratura inferiore che quella superiore sono provviste di una serie di aperture strombate, alcune delle quali erano originariamente usate come cannoniere, altre come lucernari. In particolare, fino ad alcuni anni dopo il 1860, dal fronte settentrionale e da quello meridionale i cannoni nei giorni di festa sparavano a salve ventuno colpi rispettivamente all'alba, a mezzogiorno e al tramonto. Il lato ovest risulta essere più alto degli altri per la presenza, sul piano copertura, della sala degli artificieri e degli ambienti utilizzati in passato come alloggi dei soldati. Il fronte nord presenta invece i segni delle cannonate subite durante la prima guerra mondiale. Altre decorazioni degne di nota presenti sui prospetti esterni sono costituite dalla presenza dello stemma aragonese sullo spigolo maggiore del bastione sud-est, oltre che da numerose maschere maschili, protomi leonine e scudi, tanto sui bastioni pentagonali quanto sui fianchi rettilinei. Nei pressi del bastione di san Vincenzo, all'interno del fossato del castello, è possibile scorgere gli avanzi del raccordo tra il castello e l'antica murazione che si univa a nord-ovest con le mura di Barletta.

### Interno

#### L'atrio di ingresso e la cappella
Superato il portale, si accede ad un atrio coperto con volta ogivale. In questo ambiente vi è una targa, posta sotto uno scudo identificabile come quello di Carlo V, sulla quale vi è l'iscrizione latina
(Iscrizione latina sulla parete di ingresso al castello.)
che ricorderebbe la visita del sovrano presso la fabbrica durante i lavori di costruzione.
A destra rispetto all'atrio coperto di ingresso, vi è l'accesso secondario alla sala che dal 1988 ospita il "Sarcofago degli Apostoli" ed altro materiale lapideo e che durante il XVI secolo doveva costituire l'antica cappella angioina, dedicata al Santissimo Sacramento, con annessi locali adibiti alle funzioni liturgiche. L'ingresso principale dell'antico locale ecclesiastico, tripartito mediante la porta centrale e le due finestre laterali, è tuttora stabilito sotto i portici del fronte sud del cortile. Nella piccola chiesa, avente titolo parrocchiale, sono stati celebrati i riti cattolici dal 1669 al 1822, data in cui questa viene dismessa e sconsacrata.
A sinistra dell'atrio con copertura ogivale vi è l'ingresso arcuato al cortile e, nel locale adiacente, la libreria.

#### Il cortile
Polo intorno al quale si articola l'intera struttura castellare è il cortile, dalla forma pressoché quadrata con lati di circa trentacinque metri. Nella sua linea di mezzeria, con orientamento nord-sud, sono presenti due pozzi a vista, sotto i quali vi sono altrettante cisterne. A testimonianza dell'antico palatium angioino, durante il restauro, è stata realizzata subito oltre la parete verso il mare, lunga circa tredici metri e alta sette, un'intercapedine di tre metri di larghezza. Questa è stata poi coperta con un solaio in calcestruzzo armato in cui è stata praticata una bucatura lunga circa cinquanta centimetri e larga quanto l'intercapedine, protetta da una grata metallica che permette l'illuminazione diurna, il deflusso delle acque piovane, e la visione dall'alto della porzione del muro di confine dell'antica fortezza, rimaneggiata in seguito all'intervento spagnolo.
L'accesso a questo vano è inoltre garantito dalla scala che conduce ai sotterranei del castello, addossata al fronte orientale, al termine della quale vi è a destra l'ingresso al piano ipogeo e a sinistra quello all'intercapedine.
Il fronte ovest è scandito da cinque archi a tutto sesto, di ampiezza pari a circa quattro metri, che conducono ad altrettanti ambienti, tutti tra loro comunicanti. Questi, prima del restauro, risultavano tamponati per assecondare la destinazione a carcere dei locali del castello. Addossata alla parete occidentale vi è una rampa di gradini che conduce da una parte allo scalone monumentale del XVI secolo e agli ambienti del primo piano sul lato ovest, che dal 30 novembre 2010 ospitano il polo museale del Museo civico, mentre dall'altra conduce ai locali del primo piano sul lato sud.

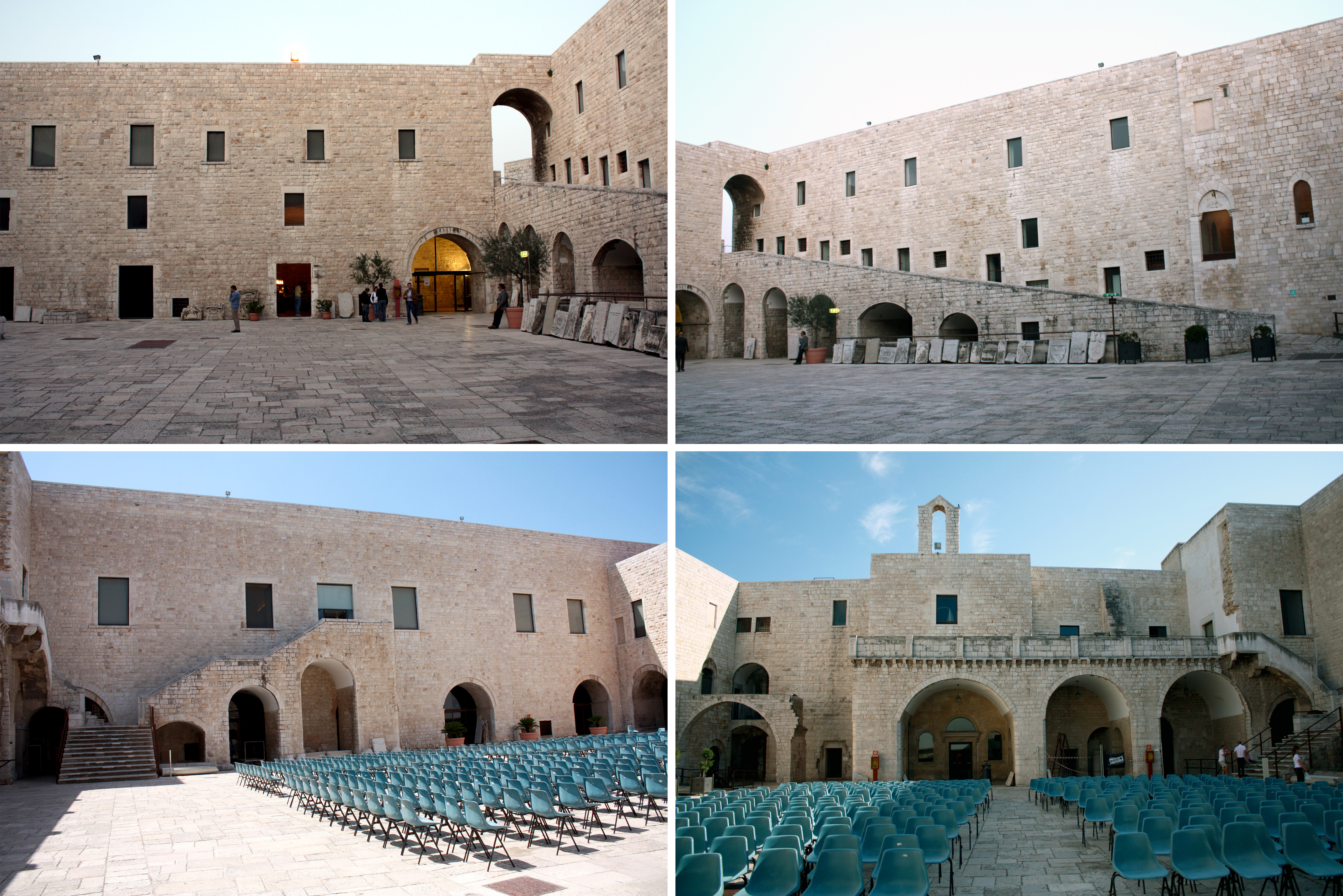
Da in alto a sinistra in senso orario, i prospetti interni: nord, est, sud, ovest.

Il fronte nord è racchiuso alle estremità da due archi, simili a quelli del prospetto occidentale, tra i quali trovano posto tre aperture rettangolari, che consentono l'accesso ai locali del braccio nord, anche questi tutti comunicanti tra loro e al contempo collegati con il lato ovest da un ambiente angolare posto a nord-ovest. Il prospetto è interamente scandito da una successione di aperture di diverse dimensioni poste ad altezze differenti. All'estremità orientale in maniera ortogonale alla facciata nord vi è una lunga scalinata, scoperta per tutto il percorso tranne che sull'appendice finale in corrispondenza del fronte nord dove è coperta da un arco a tutto sesto, che conduce ai locali del lato est e al piano copertura. Sul fianco sinistro della scalinata vi è la rampa d'accesso ai sotterranei e alla parete a mare del palatium angioino.
Il fronte est presenta, per la quasi totalità della lunghezza, l'imponente scala d'accesso al terrazzo. Questa è scandita da cinque arcate di larghezza progressivamente crescente da nord a sud e altezza sempre inferiore. Su un piano prospettico inferiore corre un parapetto che protegge dalla sottostante rampa di scale che consente l'accesso dal cortile ai sotterranei. La facciata orientale è suddivisa orizzontalmente in due parti di fattura dichiaratamente differente: quella più a sud risale all'epoca svevo-angioina, con la presenza della domus federiciana; la restante porzione a nord denuncia caratteri più marcatamente spagnoli. La distinzione è accentuata, oltre che dall'uso di materiale lapideo di forma, dimensioni e sbozzatura differenti, anche dal posizionamento della muratura risalente al XIII secolo su un piano leggermente più avanzato rispetto a quella successiva di circa due secoli. La conferma della matrice sveva di questo fronte è data anche dalla presenza di una monofora e di una bifora, entrambe al primo piano, provviste di una lunetta con scolpita l'aquila sveva, unico esemplare insieme a quello presente nel castello di Bari.
Quella che un tempo era l'antica casa di Federico, dal momento della restituzione del castello alla città in seguito ai restauri degli anni ottanta, è divenuta la sede della biblioteca comunale, posta ad un livello inferiore rispetto al piano del cortile, a cui si accede mediante una scalinata realizzata durante i restauri.

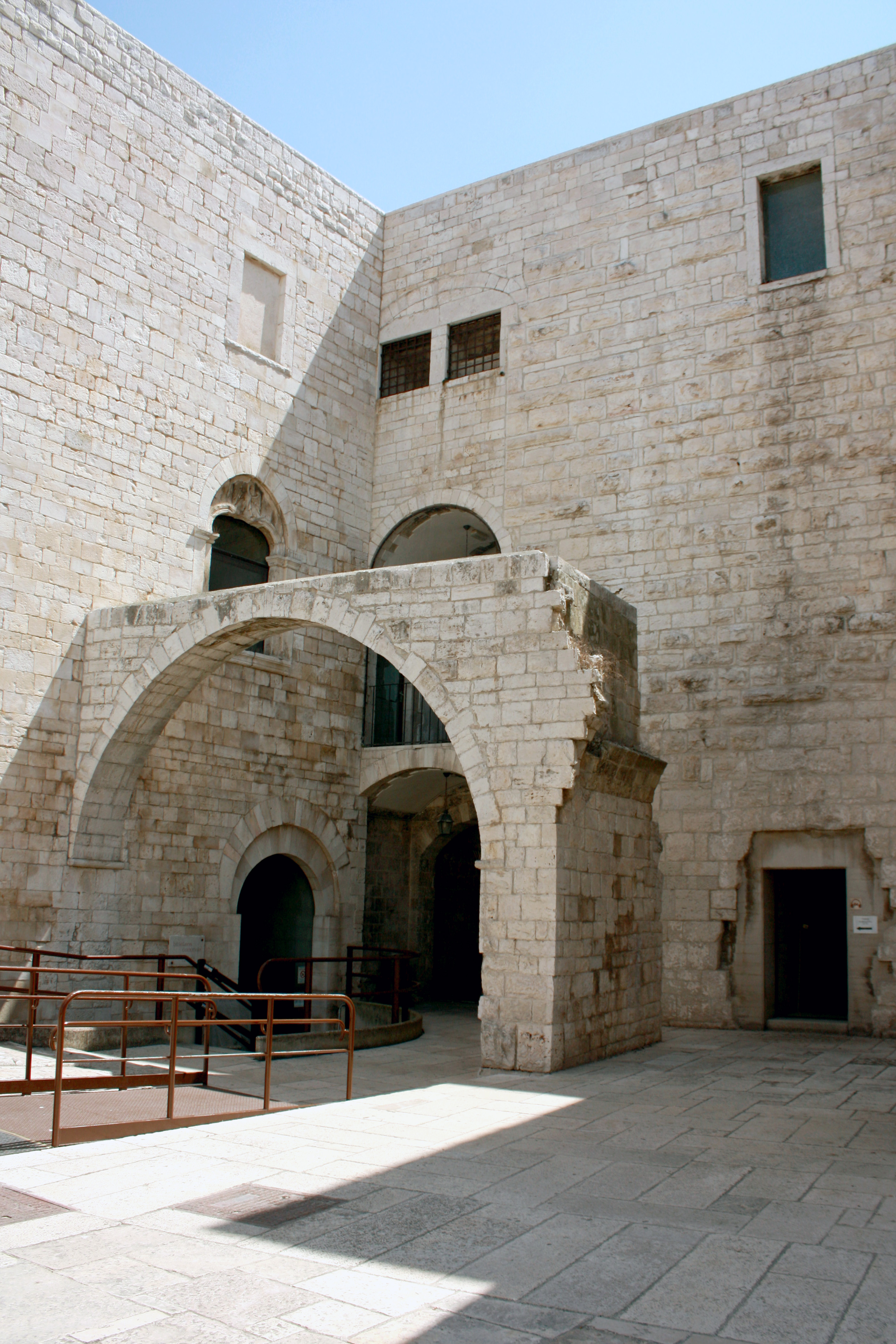
L'arco mozzato tra il fronte sud e quello est (svevo). A destra l'ingresso dal cortile alla torre normanna; a sinistra la discesa all'ingresso della biblioteca comunale.

Il fronte sud risulta avere uno sviluppo particolarmente eterogeneo. Nella porzione muraria più ad est presenta: un'apertura ad arco a tutto sesto posta al di sopra di un'altra ad arco ribassato, sovrastate da due ulteriori finestre che si affacciano su un vano scala il cui spazio durante il XVI secolo era stato utilizzato come ingresso al castello; l'antica torre normanna il cui interno è visibile mediante un'apertura al piano cortile; su un piano più arretrato verso il centro del cortile si trova un ampio arco a tutto sesto che, prima dei restauri, si collegava attraverso un altro arco al portico che conduce all'uscita. Le precarie condizioni strutturali dell'arcata di congiunzione hanno fatto sì che questa venisse abbattuta, lasciando la traccia della sua antica esistenza non completando la porzione di arco da cui partiva l'imposta della struttura demolita. Procedendo verso ovest una triplice arcata realizza un portico e sostiene la balconata superiore. Attraverso la prima arcata si accede a quella che un tempo era la cappella; dalla seconda arcata si scorge una bucatura in asse con il portale d'ingresso al castello; la terza arcata vede la presenza di una colonna miliare della via Traiana, proveniente da Canne e trasferita nel castello di Barletta dal 1820, che presenta un'epigrafe incisa su un cippo calcareo che recita:
Imp(erator). Caesar
divi Nervae f(ilius)
Nerva Traianus
Aug(ustus). Germ(anicus). Dacic(us).
pont(ifex). max(imus). tr(ibunicia). pot(estate).

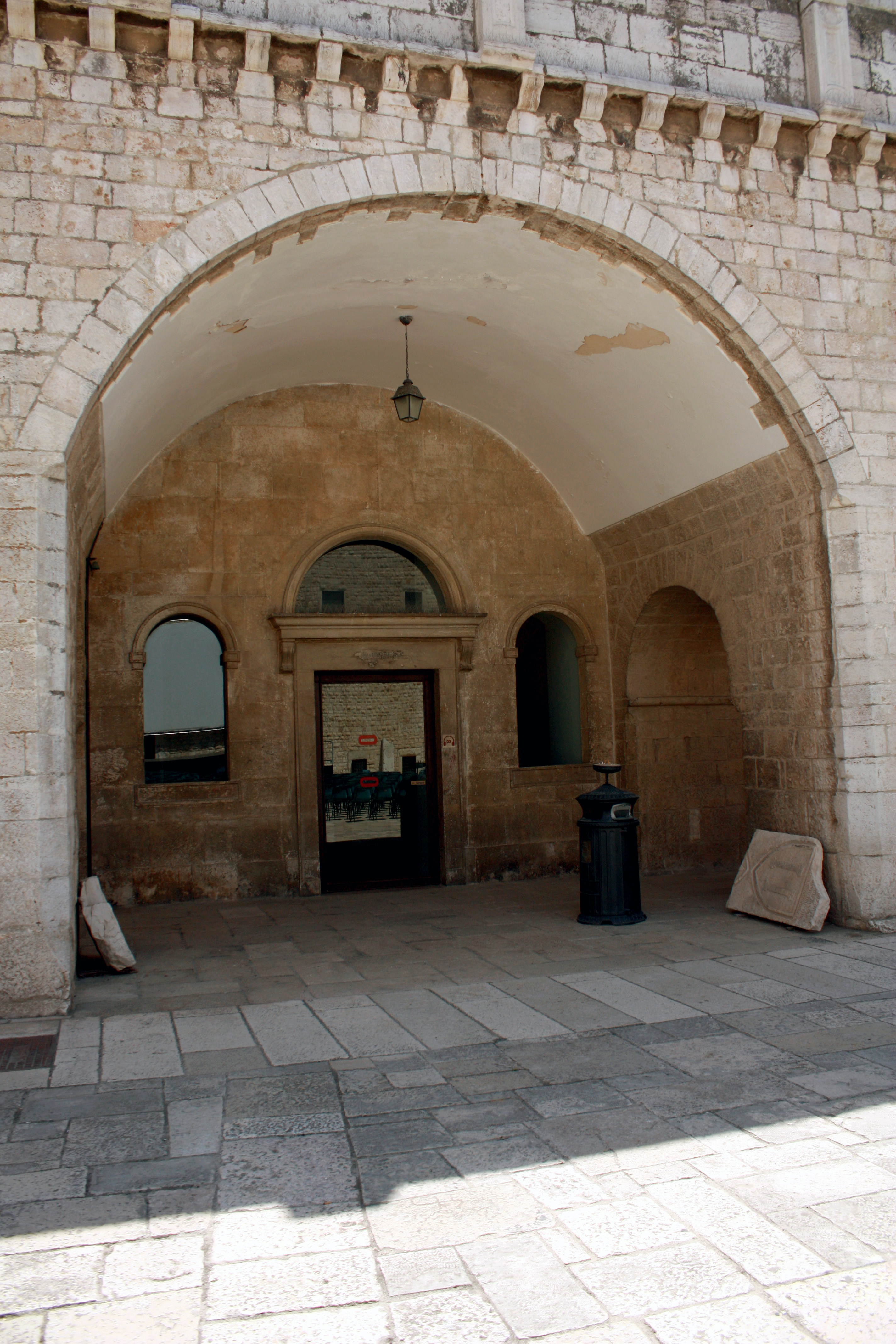
L'ingresso alla cappella sul fronte sud.

XIII imp(erator). VI co(n)S(ul). V
p(ater). p(atriae).
viam a Benevento
Brundisium pecun(ia).
sua fecit.»
L'imperatore Cesare,
figlio del divino Nerva,
Nerva Traiano,
Augusto Germanico Dacico,
pontefice massimo,

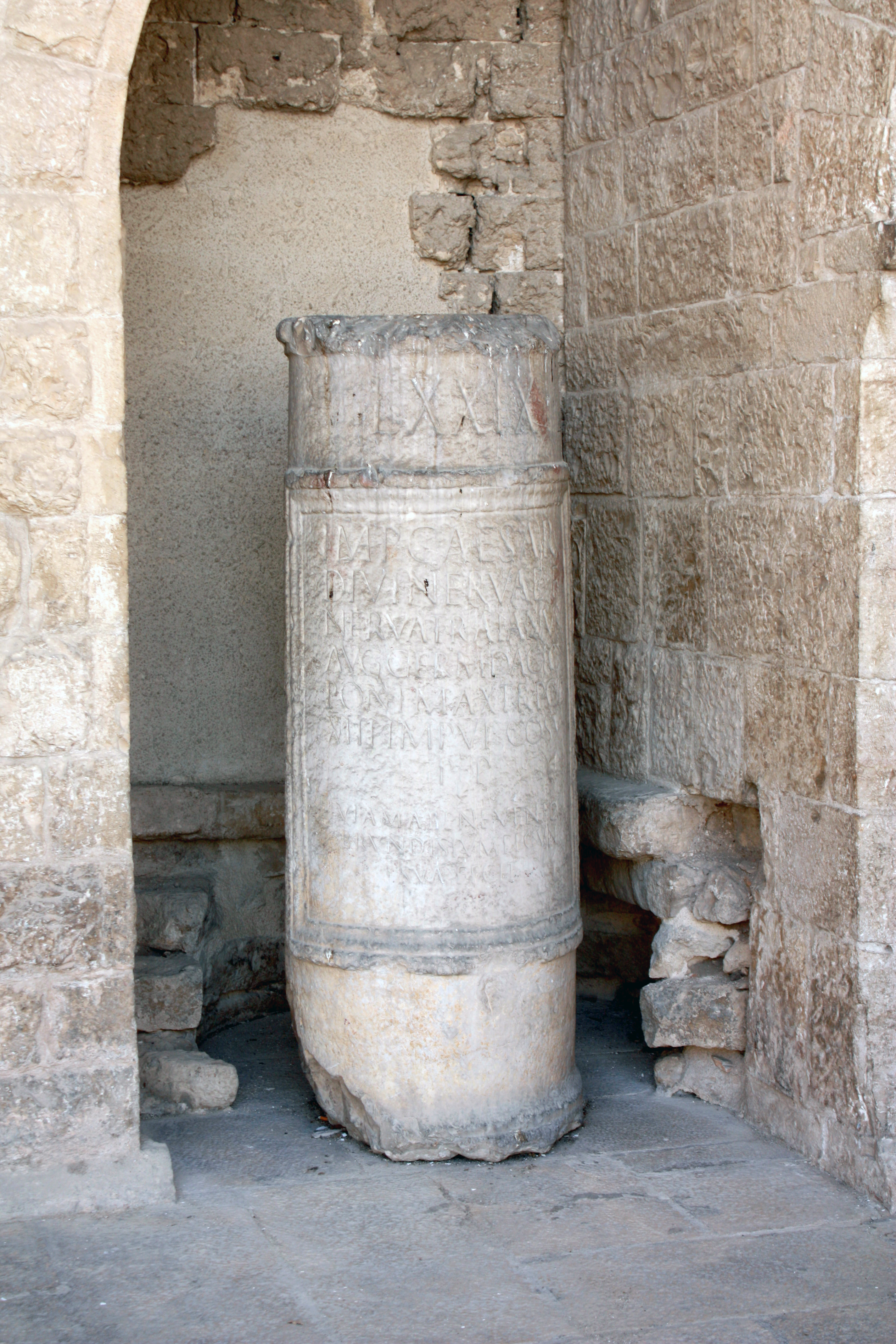
Colonna miliare di Canne.

13 volte investito del potere tribunizio,
6 volte acclamato imperatore,
5 volte console,
padre della patria,
col suo denaro costruì la via
da Benevento a Brindisi.»
(Iscrizione latina presente sulla colonna miliare.)

#### Il piano terra
Il cortile ospita gli spazi di distribuzione che consentono l'arrivo ai piani superiori e la discesa ai sotterranei: al primo livello è possibile accedere attraverso la doppia scalinata addossata al fronte ovest, mentre al piano ipogeo si giunge o mediante la scalinata posta parallelamente al fronte est oppure seguendo la scala, posta sotto il portico del fianco meridionale, scoperta durante i lavori di restauro degli anni ottanta.
Dal cortile si accede a nord-est ad un vano che immette, mediante uno stretto corridoio in lieve salita, ad un'ampia sala circolare coperta da una calotta e bucata al centro da un lucernario circolare: è l'aula convegni detta sala rossa all'interno della casamatta di Sant'Antonio. Un ulteriore oculo è presente nel mezzo dell'aula e lascia intravedere l'ambiente sottostante.
Una conformazione simile la troviamo, in maniera speculare, tanto nel vano angolare a nord-ovest che consente l'ingresso alla sala circolare del piano terra del bastione di San Vincenzo, quanto in quello a sud-ovest che mediante un camminamento scavato nella roccia durante i lavori di restauro degli anni ottanta, si collega con il bastione di Santa Maria. Dal piano del cortile, scendendo di quota per circa 1,30 metri, a sud-est si accede nell'ala svevo-angioina. Il collegamento con la relativa casamatta circolare non è diretto come per gli altri tre bastioni, ma mediato da una scala a chiocciola appositamente costruita durante i restauri degli anni ottanta, praticando un foro circolare nel piano superiore e permettendo così, da quest'ultimo, di accedere scendendo lievemente di quota all'attuale sala lettura della biblioteca comunale.

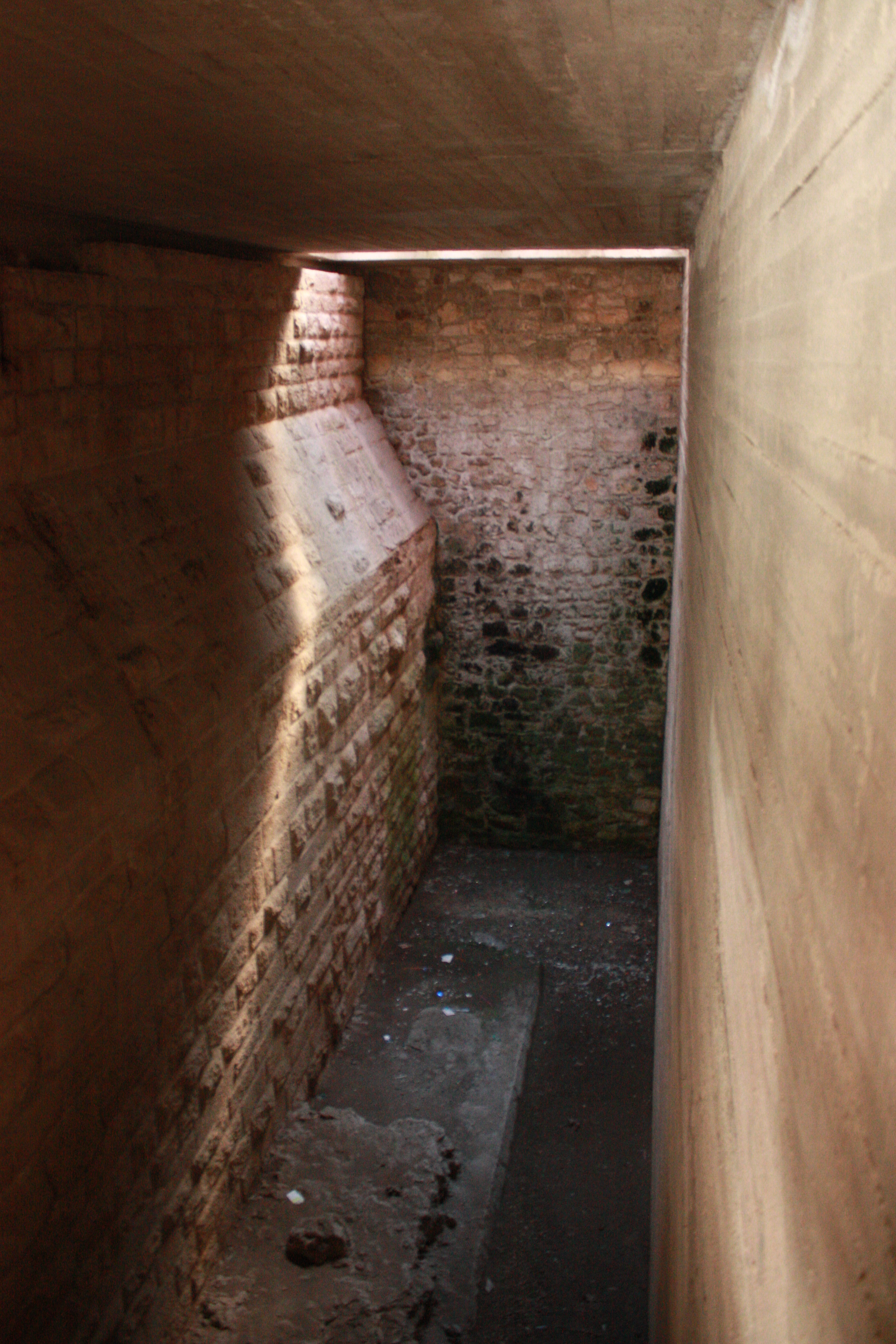
Muro a mare dell'antico palatium angioino.

#### I sotterranei
È possibile accedere ai sotterranei attraverso due scalinate poste nel cortile: una ad est, parallelamente alla scala monumentale che conduce al terrazzo e l'altra sul lato sud. Quest'ultima è stata scoperta attraverso un'analisi del modello settecentesco realizzato da Giovanni Carafa, duca di Noja, durante i lavori di restauro. Durante la discesa da est invece, è possibile apprezzare il muro a mare del palatium angioino, mentre ancora più in basso vi è l'ingresso ad una delle cisterne presenti sotto il piano-cortile.
Una volta giunti nei sotterranei dalla scala posta ad est ci si trova in un vestibolo che conduce a destra alla casamatta del bastione di Sant'Antonio, a sinistra al braccio nord dei sotterranei. La casamatta presenta una pianta circolare e una copertura a calotta con al centro un oculus, che ricorda l'apertura praticata nella copertura del Pantheon. L'unica eccezione alla planimetria degli ambienti angolari dei baluardi è costituita dalla casamatta inferiore del bastione collegato alla domus federiciana, a sud-est, i cui lati seguono quelli esterni con una pianta pentagonale.

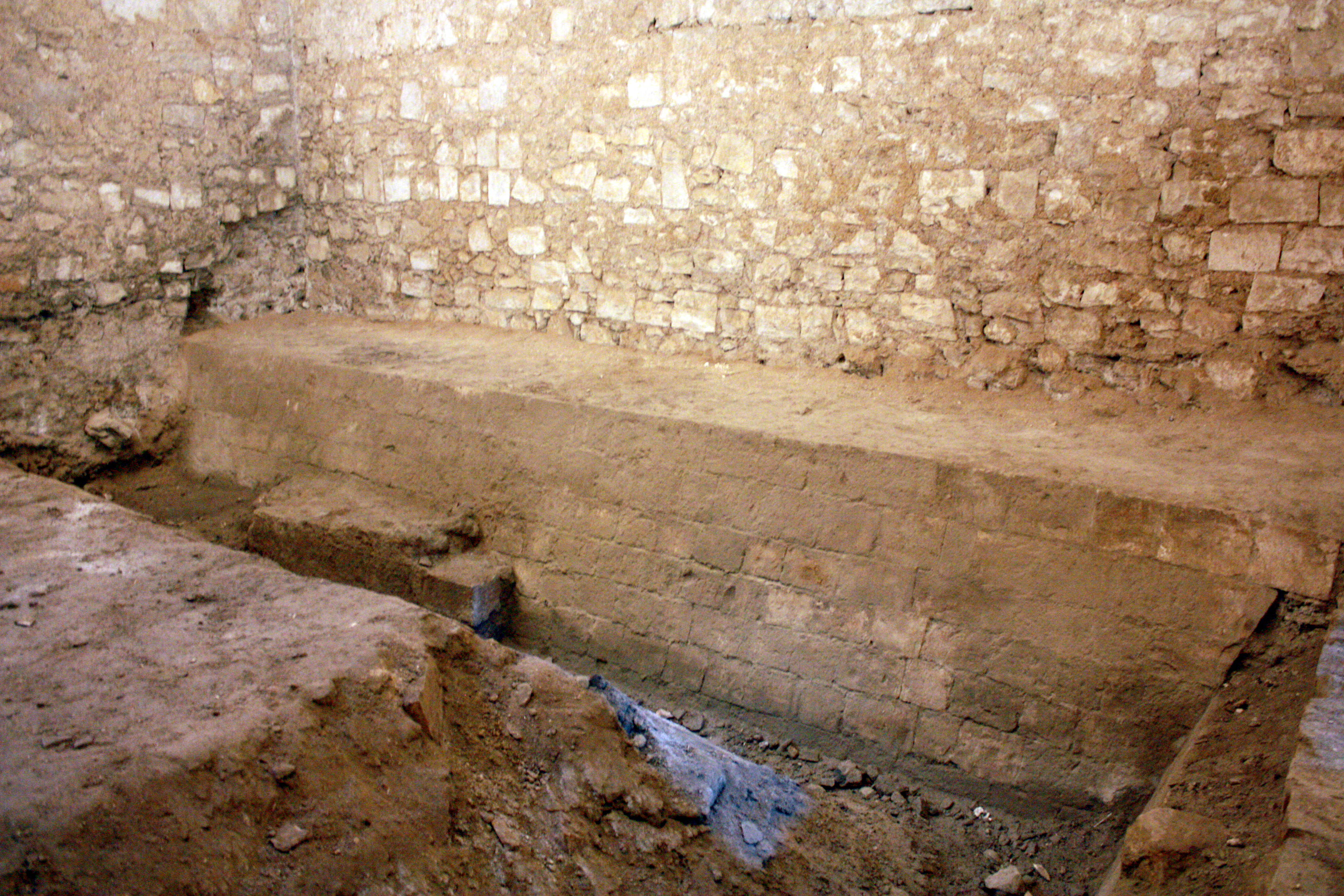
Frammento della cortina esterna del palatium angioino

Il vestibolo conduce all'area nord del castello, diviso in cinque ambienti, tutti comunicanti tra loro, di forma rettangolare; nel secondo locale è possibile scorgere un'uscita a mare provvista di uno scivolo per tirare all'interno della struttura le imbarcazioni, a seguito del restauro protetta con delle grate metalliche ed utilizzata come ingresso per diversamente abili. Si giunge quindi alla casamatta del bastione di San Vincenzo, posta a nord-ovest. Come gli altri bastioni anche quest'ultimo è provvisto di cannoniere strombate.
Si prosegue superando un ulteriore corridoio, nel mezzo del quale è possibile notare le fondazioni di un tratto del muro frangiflutti appartenente alla cortina esterna dell'antico palazzo angioino, rinvenuto durante i restauri.

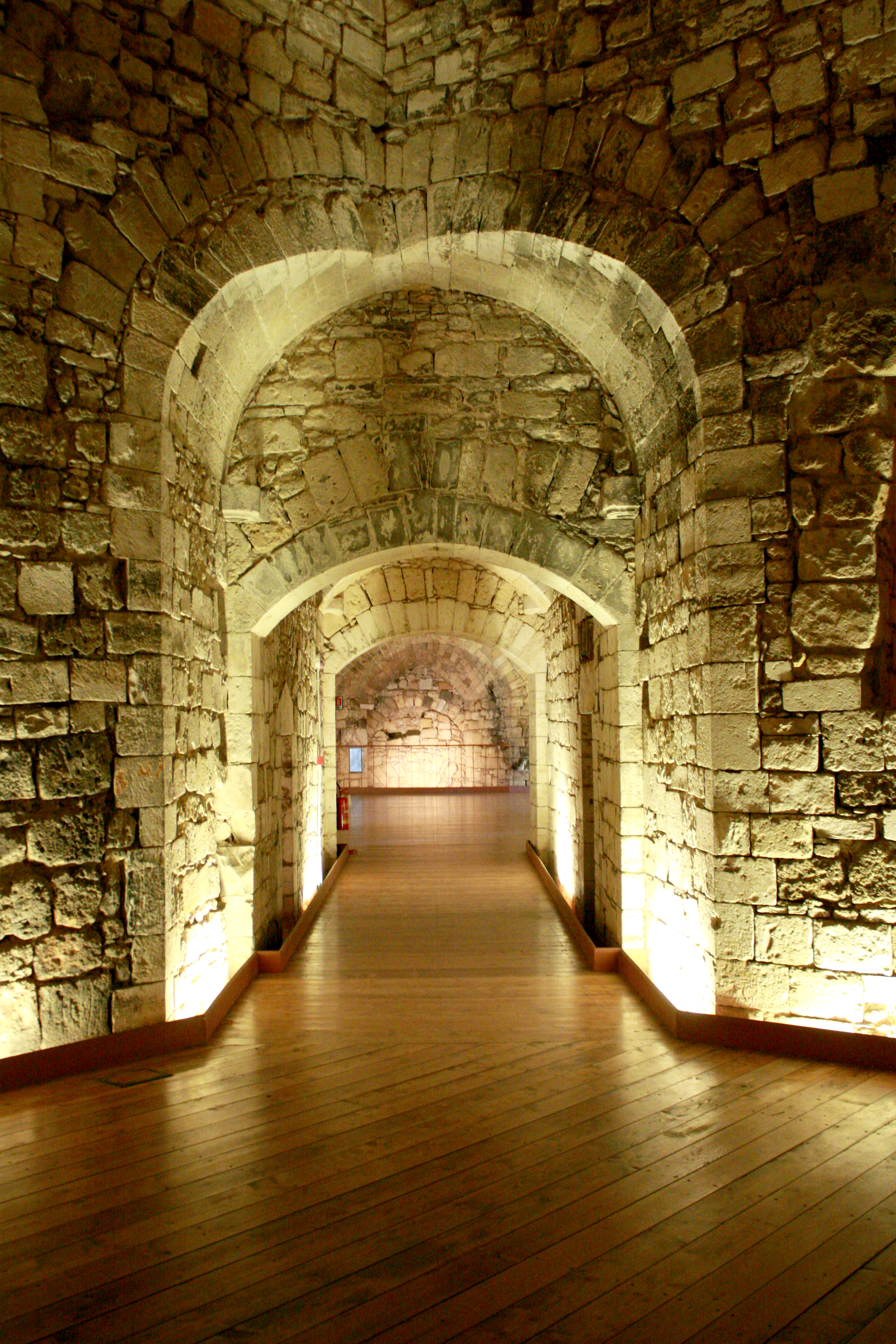
I sotterranei: corridoio che conduce verso nord-est al bastione di Sant'Antonio

Il percorso storico condurrebbe, una volta concluso il lato ovest dei sotterranei, ad imboccare il breve camminamento a sud fino alla scala che permette di risalire al piano del cortile.
La casamatta inferiore di Santa Maria, quella a sud-ovest, in corrispondenza della Concattedrale di Santa Maria Maggiore, presenta dunque l'assenza di un collegamento originario diretto ai sotterranei con il resto del castello. Risulta essere dunque storicamente isolata rispetto alla restante struttura ed anche il restauro non è riuscito ad individuare né un accesso dall'ingresso a piano-cortile né dal vano angolare a sud-ovest presente al livello inferiore, come accade invece per tutti gli altri bastioni, tanto che durante i lavori si è realizzata forzosamente una discesa al piano inferiore per permettere l'accesso ai visitatori.
Al suo interno, poco sotto il piano di calpestio, è stata rinvenuta la struttura di fondazione dell'antica torre circolare angioina, con un contrafforte di rafforzamento esterno inclinato a scarpa, utilizzata in passato come cisterna e lasciato a vista dopo i lavori dell'architetto Grisotti.
Come il bastione di Santa Maria anche quello dell'Annunziata, sito in corrispondenza della domus federiciana, a sud-est, risulta essere sprovvisto di collegamenti diretti con i locali sotterranei, che invece terminano a sud-ovest. Le ipotesi avanzate a seguito del restauro hanno fatto pensare a una minore necessità di difesa nei lati della fortezza rivolti verso la città, che ha indotto gli spagnoli a non intervenire sui due ambienti ipogei volti a sud, tanto più che il bastione dell'Annunziata è comunque collegato al piano del cortile mediante una scala molto ripida a due tronchi posti ad angolo retto, che parte dall'interno della domus.
A conferma dell'unicità di quest'area del castello, il piano sotterraneo di questo bastione è il solo ad avere pianta pentagonale, seguendo così la conformazione dei fronti esterni, mentre il piano superiore riprende la forma circolare terminando con una calotta e relativo oculo centrale. Tale differenza è dovuta al recupero della struttura di un precedente rivellino, posto proprio in questo spigolo del castello, insieme al ritrovamento di uno spigolo del basamento del muro esterno della fortezza angioina.
A seguito del restauro degli anni ottanta l'intero piano dei sotterranei era caratterizzato da un pavimento in terra battuta e da numerose bucature strombate prive di infissi, mantenendo quasi inalterata l'immagine originaria del livello ipogeo. Nel maggio 2009 sono stati condotti a termine ulteriori lavori di restauro che hanno permesso la sistemazione della pavimentazione dell'ala est e nord, mediante l'apposizione di un dogato ligneo che ha reso agevole l'area permettendone la musealizzazione. Da allora nell'ala nord vi è l'esposizione della parte medievale e moderna del lapidario con stemmi, lapidi ed iscrizioni disposti lungo le pareti delle sale.
Dal 16 maggio al 30 agosto 2009 i sotterranei hanno ospitato la mostra d'arte contemporanea "Intramoenia Extra Art", sotto la direzione scientifica di Achille Bonito Oliva, tesa a valorizzare non solo le opere esposte ma anche il monumento sede della mostra.

#### I piani superiori

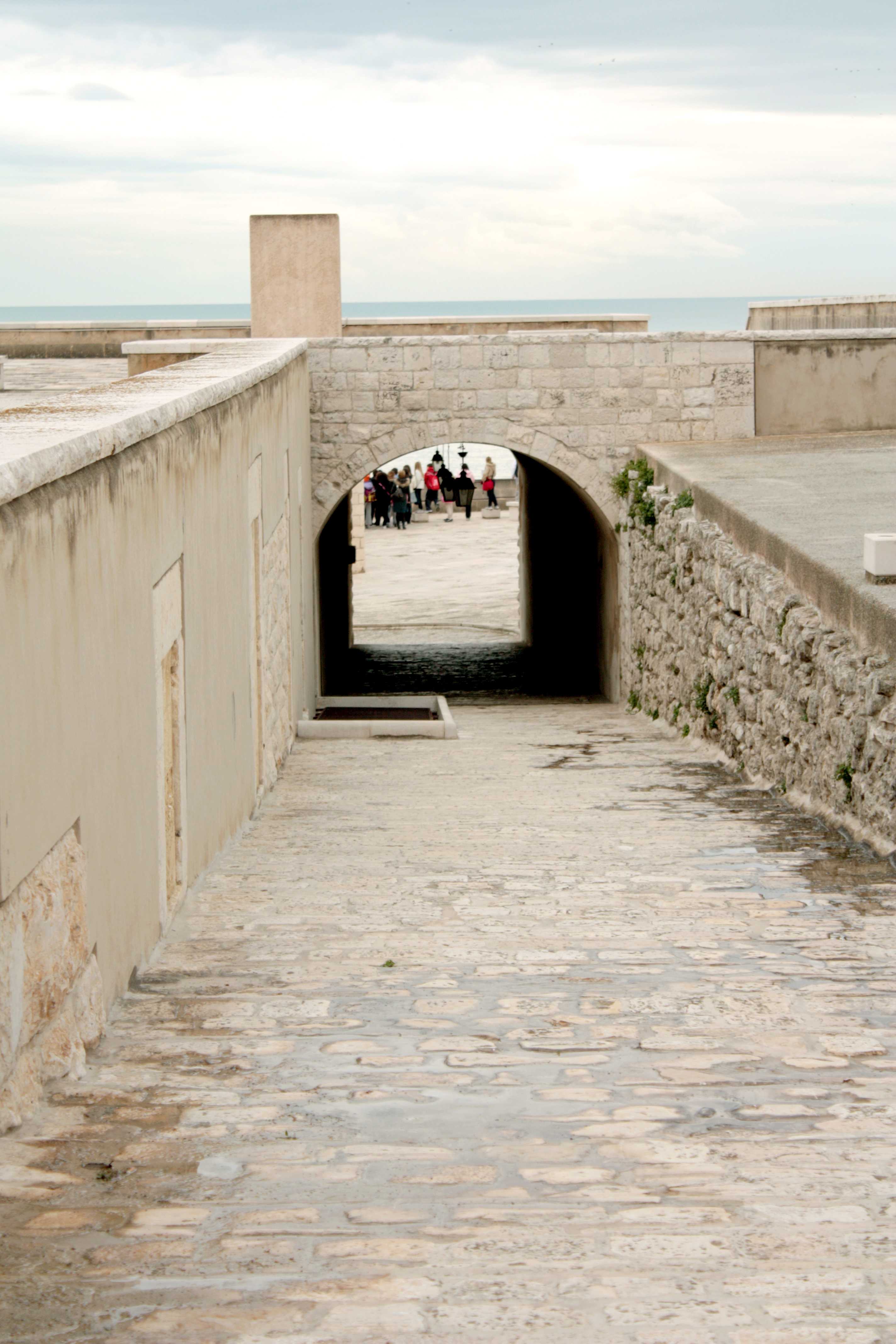
La rampa d'accesso al piano copertura del castello.

Il primo piano è suddivisibile in due parti tra loro separate: quella di carattere svevo-angioina, a sud-est, a cui è possibile accedere dalla scala monumentale addossata al lato orientale, che immette direttamente negli ambienti, oppure dalla scala posta in corrispondenza dell'accesso al castello risalente al XVI secolo o ancora dalla scala a chiocciola in ferro realizzata nel vano della reception della biblioteca comunale, e la parte spagnola, comprendente tutta la restante area del castello, a cui si giunge attraverso la scala grande posta a ridosso del prospetto occidentale o dallo scalone ad est dirigendosi verso gli ambienti posti a nord.
L'ala occidentale è caratterizzata da una geometria regolare con ambienti tra loro comunicanti in successione attraverso bucature che fanno scorgere in prospettiva la scansione del percorso. A differenza della natura militare del resto della fortezza, quest'area presenta caratteri più marcatamente civili, con un salone di rappresentanza, lungo 20 metri, largo 9 e alto 8, in cui vi è un ampio camino e ambienti di dimensioni maggiori. La documentazione storica ha permesso di ipotizzare un'utilizzazione degli ambienti come alloggi per i soldati.
Questi locali, unitamente a quelli del lato nord, dal 30 aprile 2010 ospitano il polo museale con le collezioni permanenti di Gabbiani, Immesi e Ricci.
Superando la prima successione di gradini della "scala grande" ad ovest e salendo ulteriormente attraverso una piccola scala addossata al lato sud, si accede agli ambienti del fronte meridionale. Collegati ai locali di rappresentanza del braccio ovest, ne risultano una prosecuzione ad uso civile, come testimoniato dalla presenza di un camino, unico esempio dell'intera fortezza di focolare estradossato rispetto alla muratura.

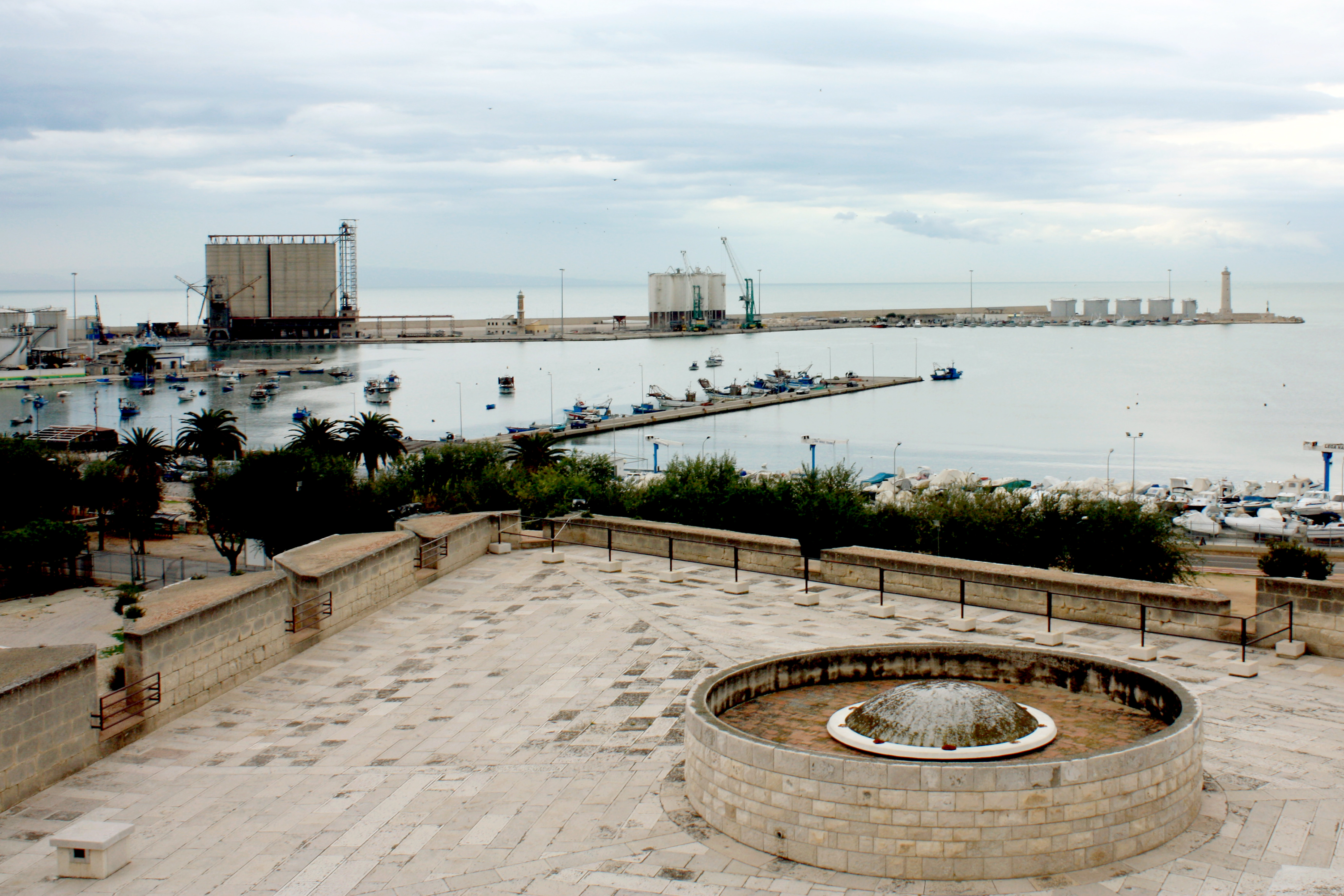
Il terrazzo del bastione di san Vincenzo con, in primo piano, il lucernario restaurato e sullo sfondo il porto di Barletta.

Nell'ala est, quella federiciana, vi sono gli ambienti adibiti a sala di lettura della biblioteca comunale e gli uffici del personale amministrativo. L'intera ala è coperta da una volta a sesto acuto, con un camino ricavato nella parete sul fronte meridionale.
Il primo piano copertura, è accessibile attraverso la scala addossata alla parete est del cortile, che conduce al terrazzo della cortina settentrionale. La scalinata prosegue ruotando di 180 gradi, fino a giungere al secondo piano copertura. Lungo questa scalinata, coperta per il primo tratto da una volta a tutto sesto che segue l'inclinazione della rampa di scale, vi è una fenditura sul pavimento coperta da una grata metallica che permette di osservare la diversità tra la parete federiciana orientale e l'incamiciatura spagnola. Il secondo piano copertura copre tutte le restanti cortine e, superando il braccio meridionale, consente l'arrivo al laboratorio degli artificieri, posto lungo il lato ovest.

Prima dei restauri degli anni ottanta le coperture versavano in precarie condizioni sia dal punto di vista della conservazione che per quel che concerne la sicurezza, dovute da una parte all'incuria, dall'altra al degrado di numerose sopraelevazioni prive di fondamento storico, succedutesi fino agli inizi del XX secolo. Si è proceduto così al rifacimento dei piani di copertura con l'impermeabilizzazione di tutte le superfici orizzontali e il riposizionamento delle basole, tanto sui bastioni quanto sui camminamenti delle cortine laterali. 

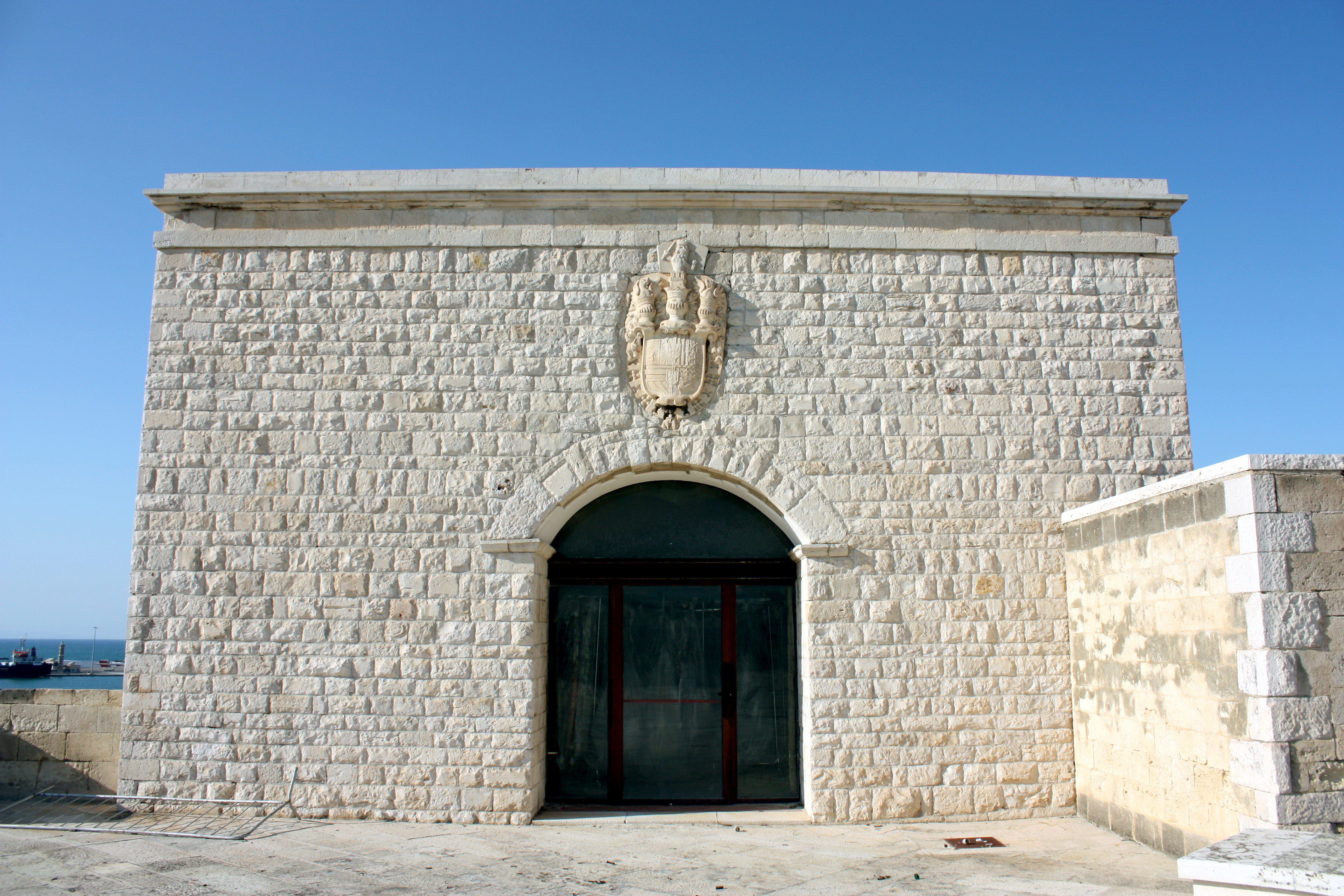
Il fronte principale del Laboratorio degli Artificieri.

Il bastione dell'Annunziata e quello di San Vincenzo inoltre presentavano, in posizione centrale, dei corpi emergenti coperti con delle tegole che permettevano la ventilazione e l'illuminazione delle casematte superiori, concedendo però al contempo l'ingresso dai lati delle acque meteoriche. A tal proposito il restauro ha previsto la sostituzione dei precedenti elementi visibili dall'esterno del castello con strutture meno invasive che migliorassero l'illuminazione, resa zenitale, e consentissero l'allontanamento delle acque piovane.
Lungo la cortina occidentale del piano copertura vi è un imponente corpo di fabbrica, il cui fronte principale si caratterizza per un muro in pietra sbozzata con ampia apertura centrale sopra la quale troneggia uno stemma spagnolo, risalente al 1620, provvisto di una copertura basolata riemersa durante i lavori di restauro. Si tratta del muro di testata del "laboratorio degli artificieri", i cui lavori di costruzione ebbero inizio il 3 giugno 1621.
A questa data i lavori di completamento del castello erano stati, per la quasi totalità, portati a termine, dunque appare strano l'avvio dell'edificazione di questo corpo di fabbrica, in una posizione bene in vista dal mare e da possibili attacchi nemici; risulta ancora meno motivato se si pensa alla destinazione della sala, atta ad ospitare polvere da sparo e altro materiale esplosivo. Si pensa pertanto che l'edificazione di questa sala sia dovuta alla volontà degli spagnoli di dare lustro al castello, in un periodo in cui la struttura non rientrava più negli interessi economici e militari del tempo.

## Il castello nella cultura di massa
Il castello è stato più volte prestato alla cinematografia per la realizzazione di alcuni film, tra i quali:
- Il Vangelo secondo Matteo (1964)[158] di Pier Paolo Pasolini;
- Otello (1985)[158][159][160] di Franco Zeffirelli;
- I cavalieri che fecero l'impresa (2001)[158][161] di Pupi Avati.

Dal 1992 la biblioteca comunale, intitolata a Sabino Loffredo, è ubicata nell'ala sud orientale del castello di Barletta, in molti degli ambienti che un tempo sono stati sede della domus federiciana.
Vi si accede dal cortile, scendendo una rampa di scale che copre un dislivello di circa un metro.
Il castello ed il fossato a nord sono sede di grandi e piccoli eventi culturali, conferenze e concerti musicali. Tra gli eventi degni di nota la rassegna annuale di enogastronomia Novello al Castello, con seminari e conferenze sull'industria del vino locale e la mostra d'arte contemporanea "Intramoenia Extra art", tenutasi, come evento unico, dal 16 maggio al 30 agosto 2009.